# Португальська колоніальна архітектура

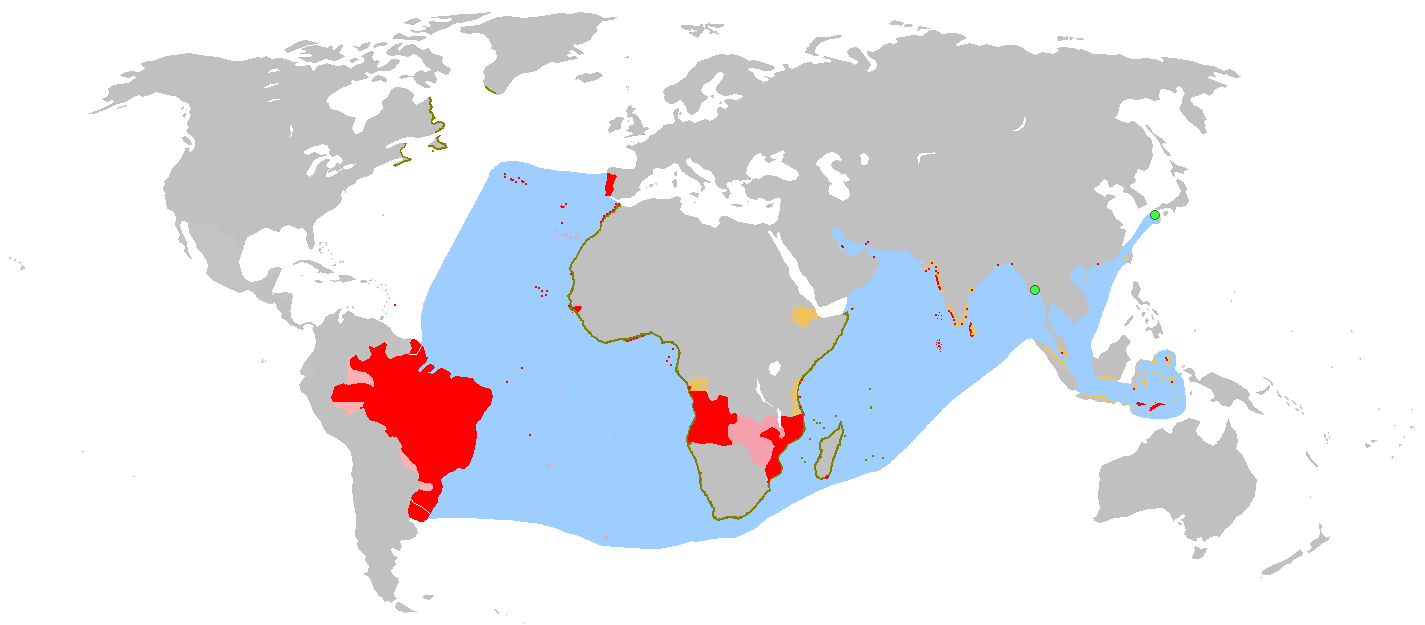
Карта Португальської імперії та її претензій, цитаделей, торгових вод та економічних інтересів.

Португальська колоніальна архітектура — узагальнена назва різних стилів португальської архітектури, побудованих по всій Португальській імперії. Португальську колоніальну архітектуру можна знайти у всіх колишніх колоніях в Південній Америці, Північній і Субсахарській Африці, Індії, Південно-Східній та Східній Азії. Багато колишніх колоній, особливо Бразилія, Макао та Індія, використовують свою португальську колоніальну архітектуру як основні туристичні пам'ятки.

## XV століття

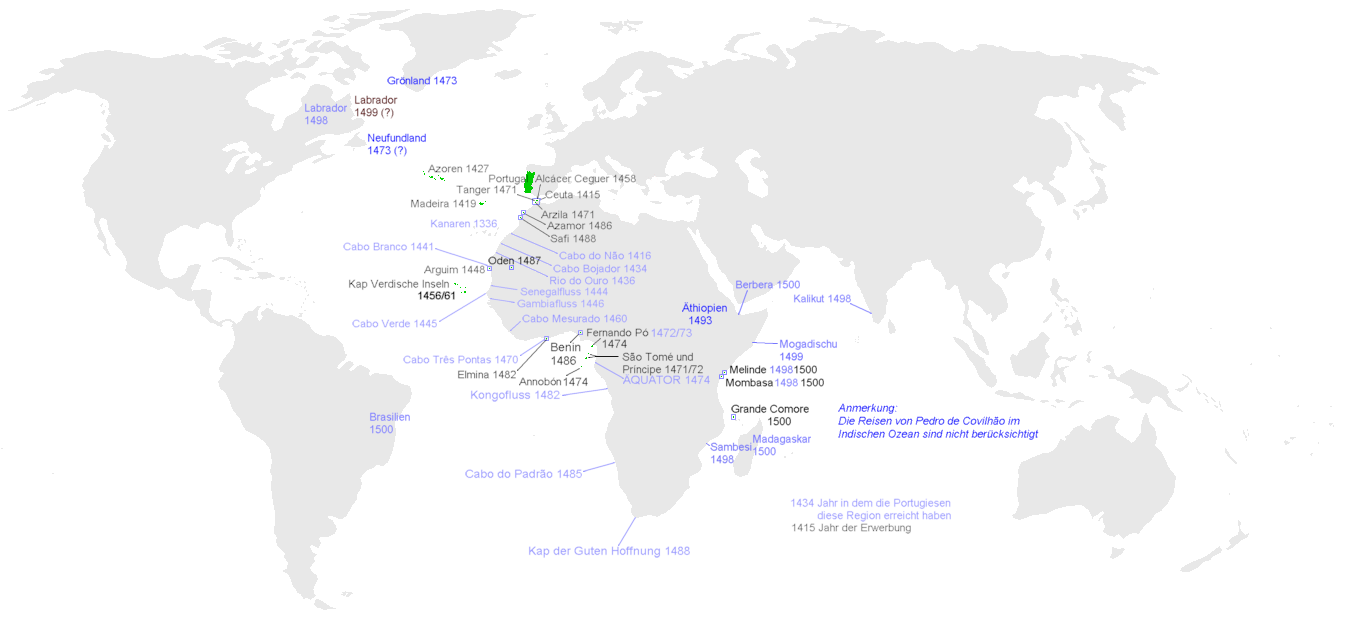
Португальська імперія наприкінці XV ст.

Протягом XV століття Португальська імперія заклала свої основи в усьому світі як перша в світі сучасна колоніальна імперія, яка проіснувала найдовше.
Імперія зародилася в 1415 р. із завоювання Сеути королем Жуаном І. Ця перемога ініціювала століття португальської експансії та колонізації африканського континенту.
Завдяки експедиціям, організованим принцом Енріке Мореплавцем, в Атлантиці до імперії додались Мадейра у 1420 р. та Азорські острови в 1432 р.
У Північній Африці: після Сеути завойовані Ксар-ес-Сегір, 1458 р., Асіла, 1471 р., Танжер, 1471 р., Мазарґан, 1485 р., Уадан, 1487 р., Сафі, 1488 р. і фортеця Грасіоса, 1489 р.
У Африці на південь від Сахари португальці відкрили і колонізували Арген, 1455 р., Кабо Верде, 1462 р., Сан-Томе і Принсіпі, 1470 р., Аннобон, 1474 р., Фернанду Пу, 1478 р., Ельміну, 1482 р., Португальське золоте узбережжя, 1482 р., і Маскарени, 1498 р.
В останні роки XVI століття португальці відкрили морський шлях до Індії, вперше висадившись в Калікуті в 1498 році, що незабаром призвело до заснування португальської Індії,
Протягом XV століття Португальська імперія розширювалась, а колоніальна архітектура цього періоду базувалась на мілітаристських та функціональних засадах. Більшість колоній Португалії захищали військові укріплення, які сьогодні є родзинкою португальської колоніальної архітектури того періоду.
Фортеця Сан-Жоржи-да-Міна — чудовий приклад колоніальної архітектури Португалії XV століття. Будівництво цього форту було розпочате в 1482 році і досить тривалий час він лишався найскладнішим і непрохідним укріпленням в Африці на південь від Сахари. Як і багато португальських замків та колоніальних укріплень того часу, форт був побудований у чистому та функціональному стилі, акцентуючись на оборонній функції, а не на естетичній.
В інтер'єрі більшості португальських колоніальних фортів XV століття, особливо в особняках губернаторів та імператорських адміністративних будівлях, зустрічаються готичні та мануелінські портали, фонтани чи вікна.
Окрім військової архітектури, особливим жанром була релігійна архітектура.
Релігійна експансія була основою португальської імперської експансії протягом XV століття, багато найстаріших християнських церков Африки були засновані португальцями.
Собор Фуншалу, найстаріший собор в Африці, будівництво якого розпочате в 1491 році, є прекрасним прикладом португальської колоніальної релігійної архітектури. Португальські колоніальні церкви XV століття були центральною точкою більшості португальських колоній у той час, і, отже, зазвичай були найбільш оздобленими будівлями колонії, орнаментальність у цей період означала детально пророблений портал або вікно. Собор Фуншалу найкраще характеризує португальську колоніальну церкву XV століття, її високі і міцні стіни, схожі на стіни фортеці, з готичним порталом та трояндою . 

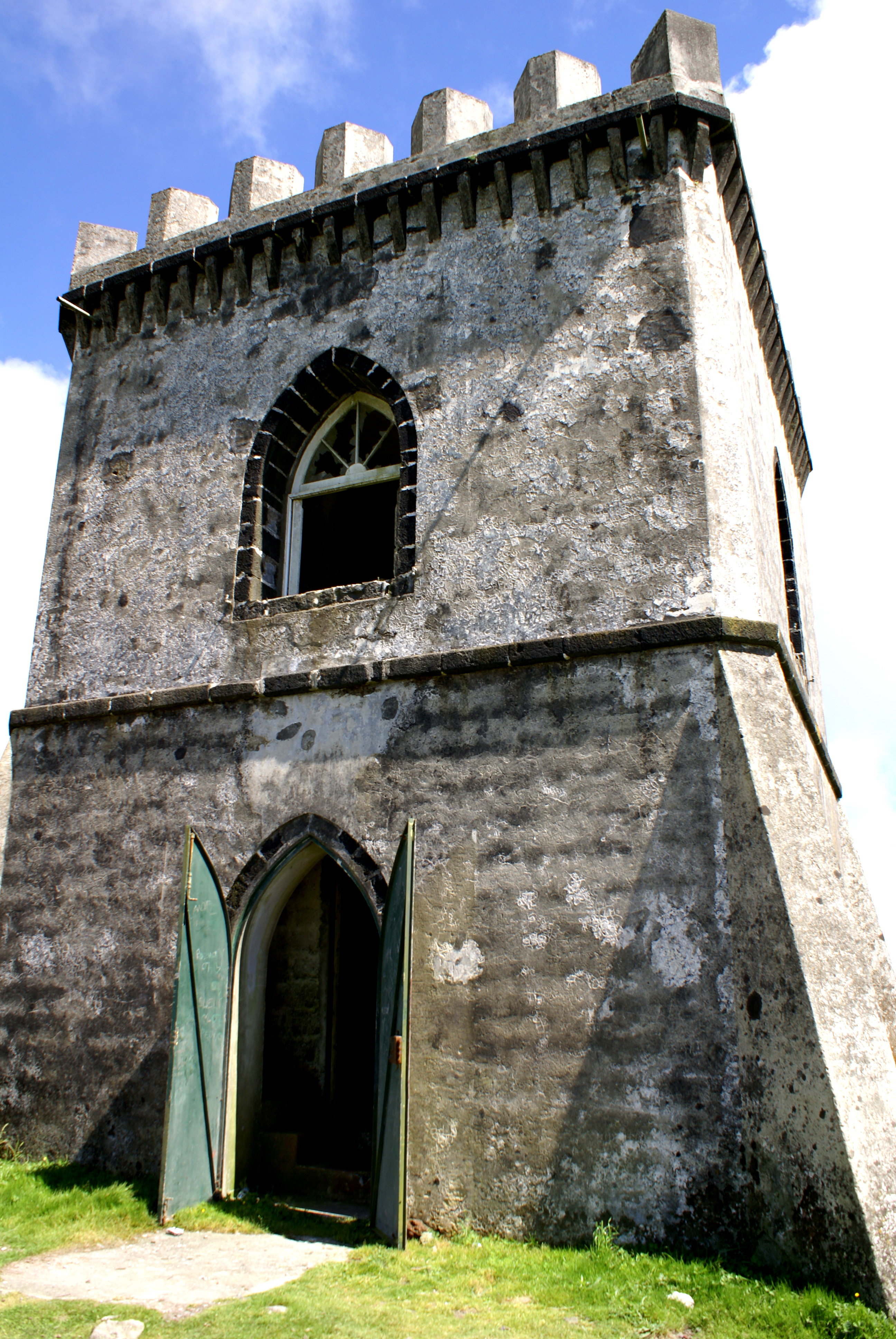
Вежа Каштеулу Бранку, 1471 р., Азорські острови
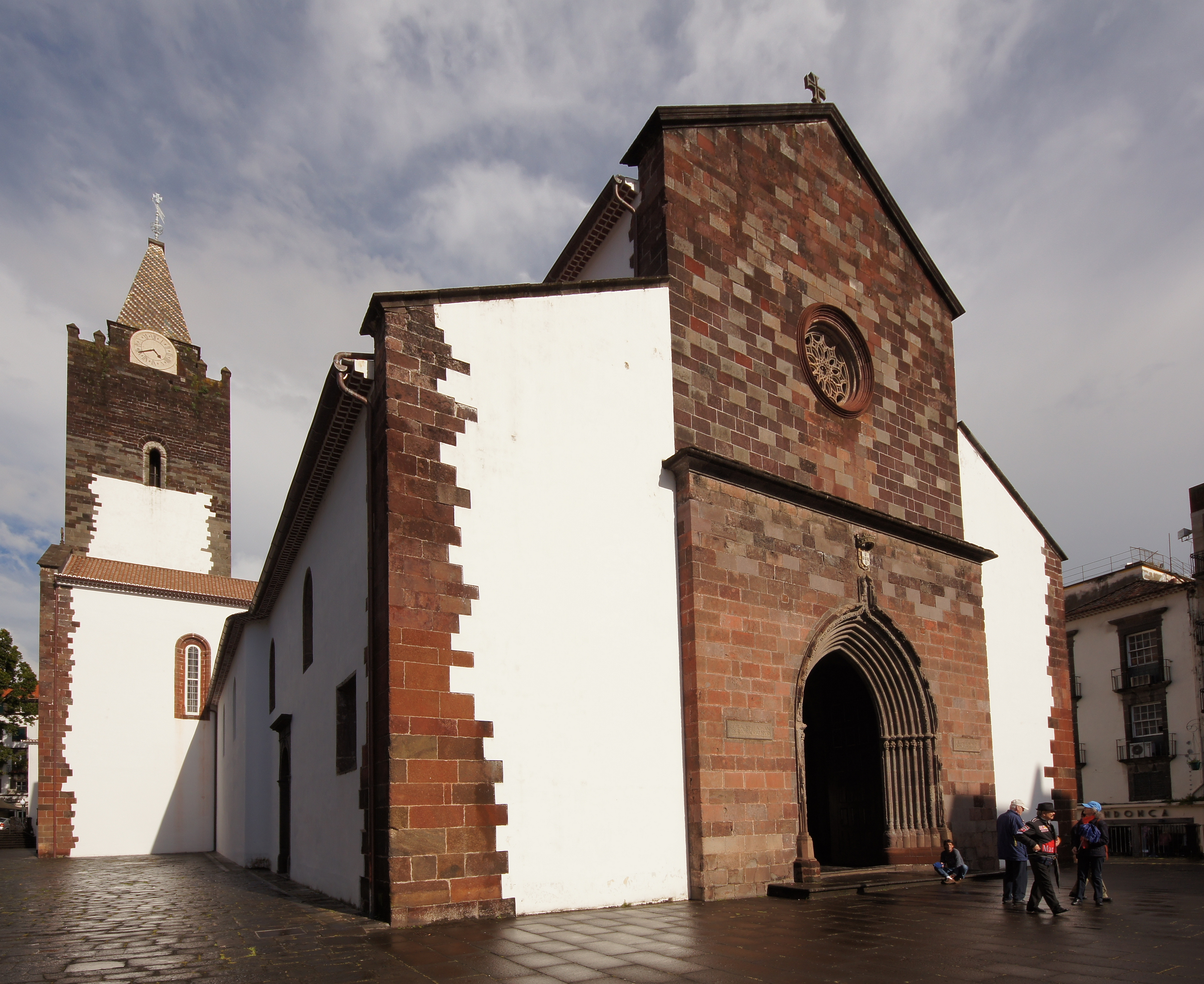
Собор Фуншалу, 1491 р., Мадейра
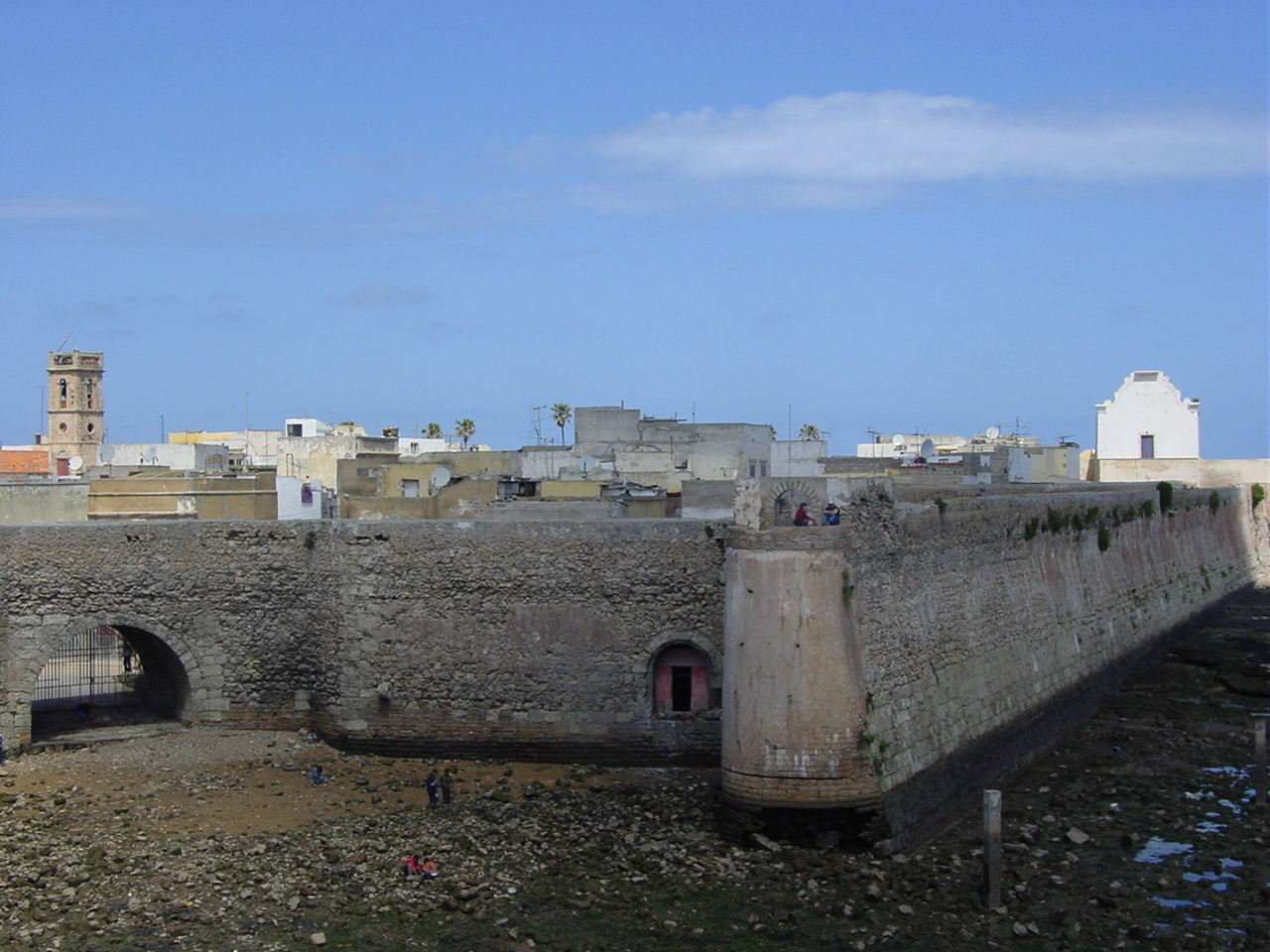
Форт Мазарґан, 1485 р., Марокко
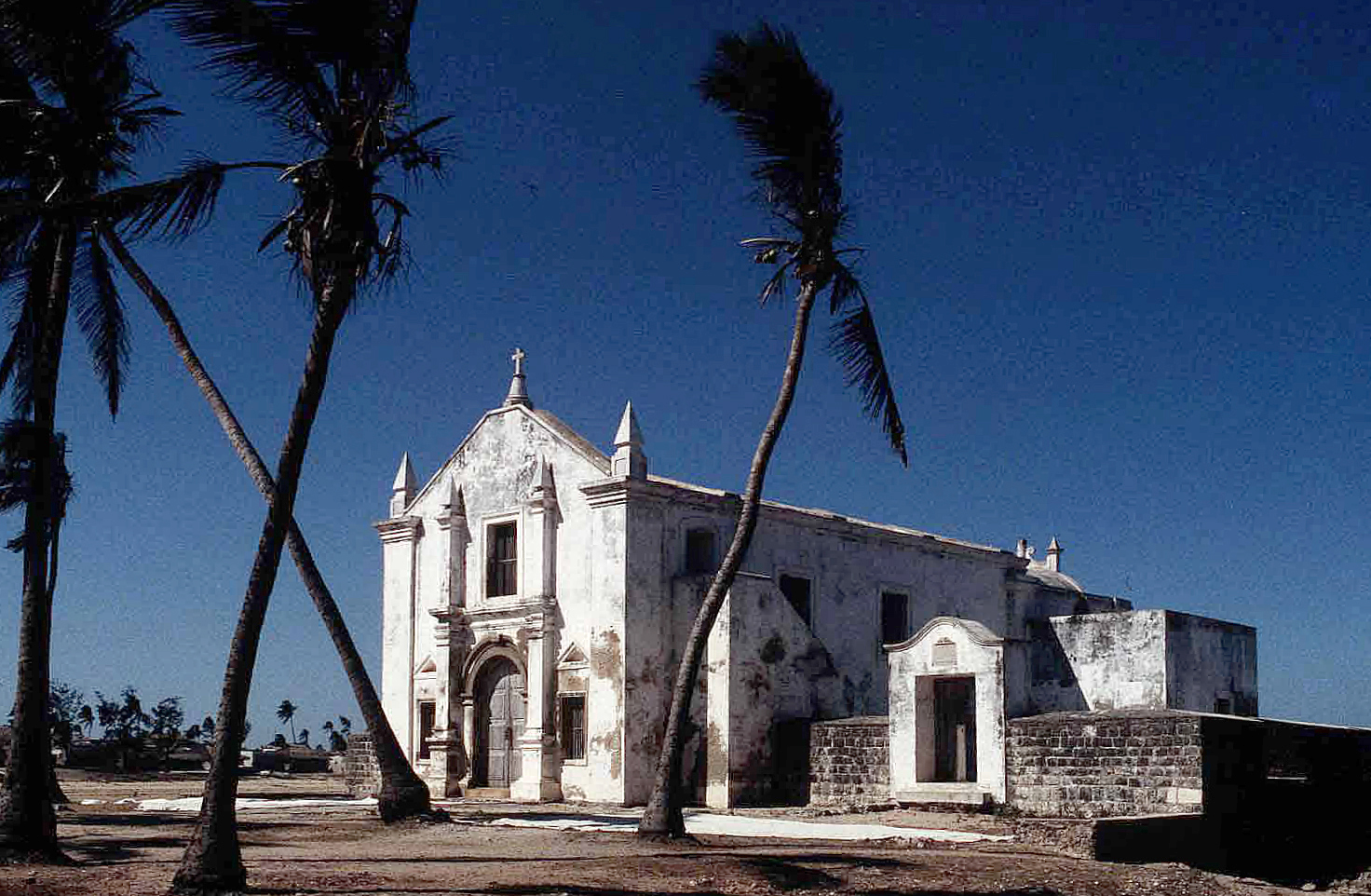
Церква Санто Антоніо, 1498 р., Мозамбік
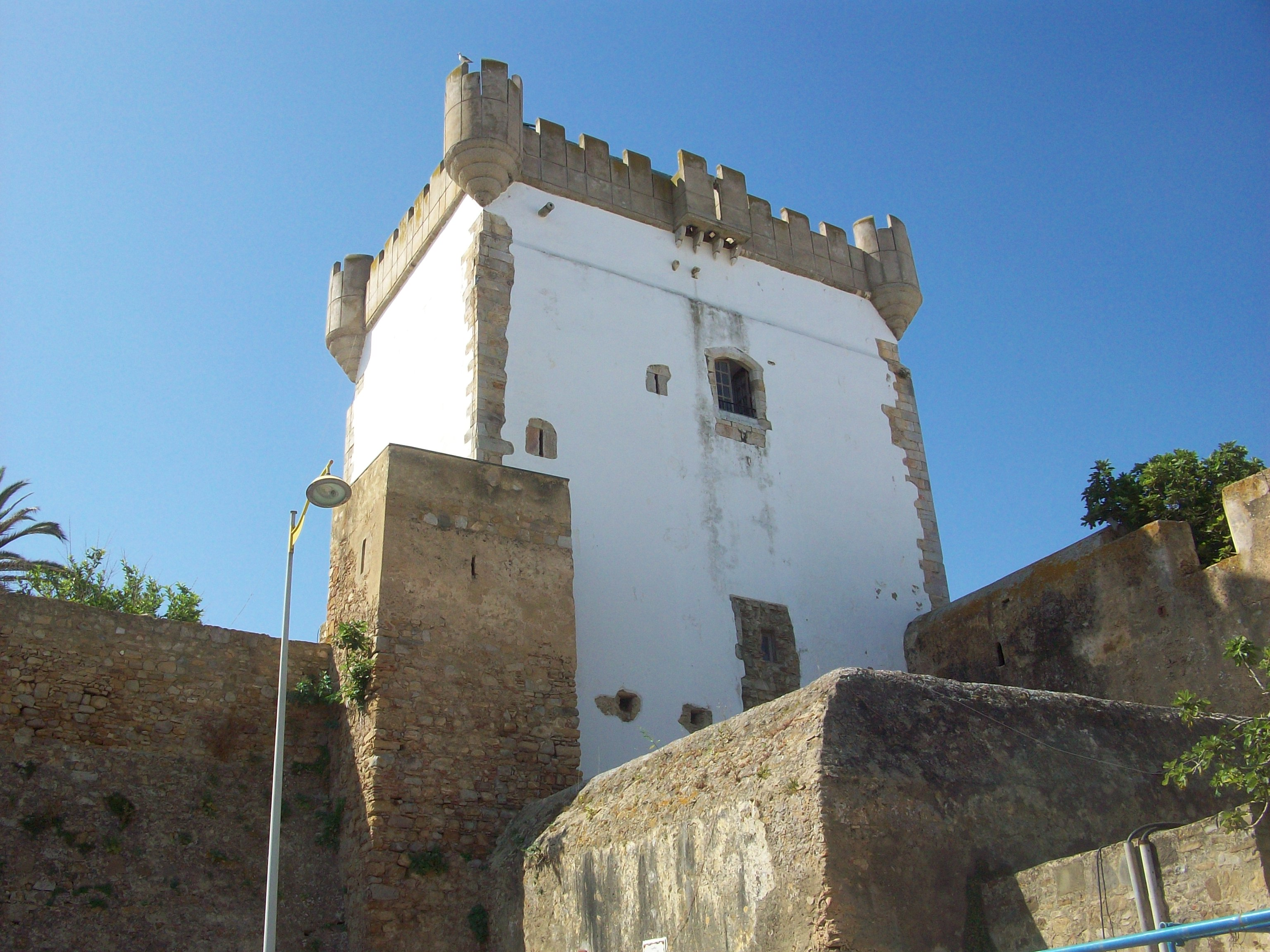
Форт Сау Жоау Арзіла,1475 р., Марокко
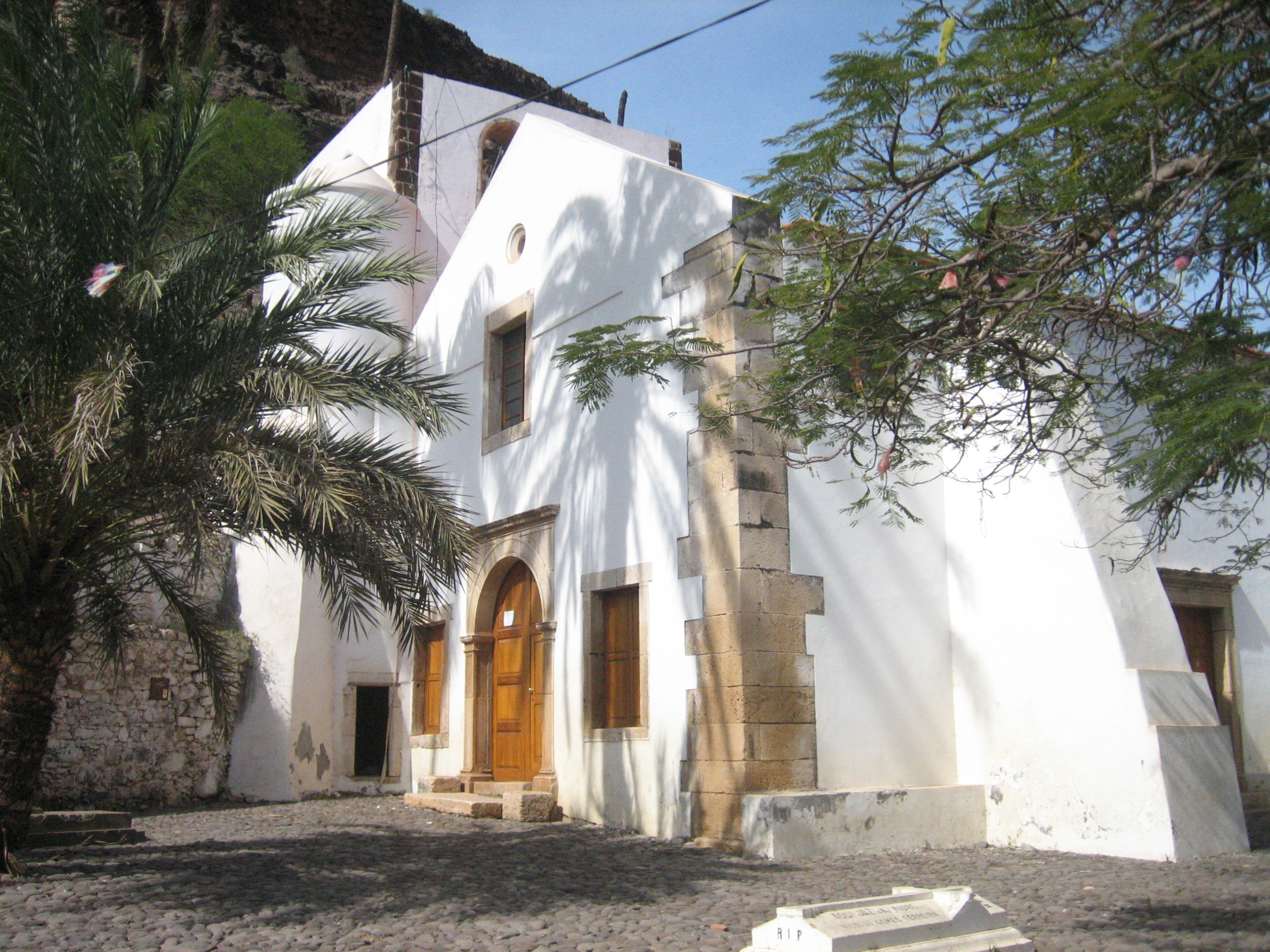
Церква НС до Росаріо, 1495 р., Кабо-Верде
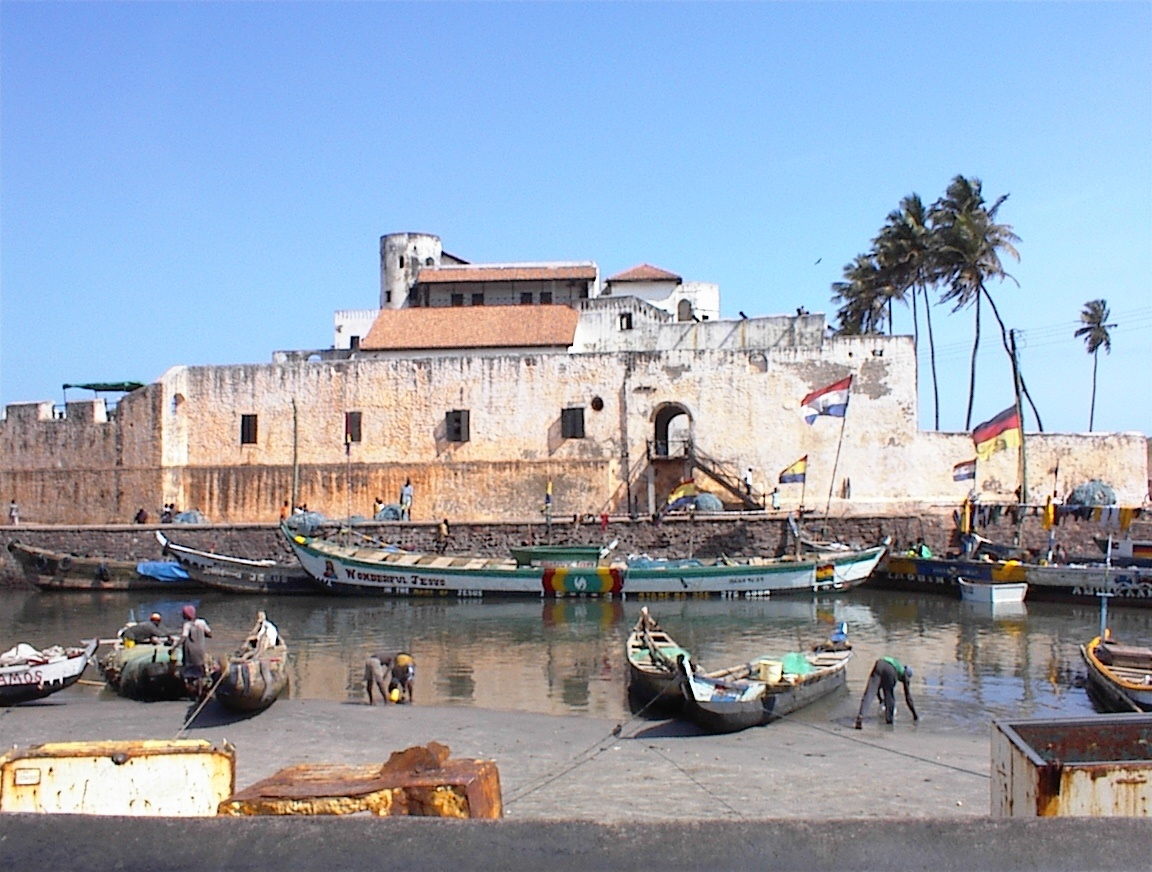
Форт Сан Жоржи да Міна, 1482 р., Гана
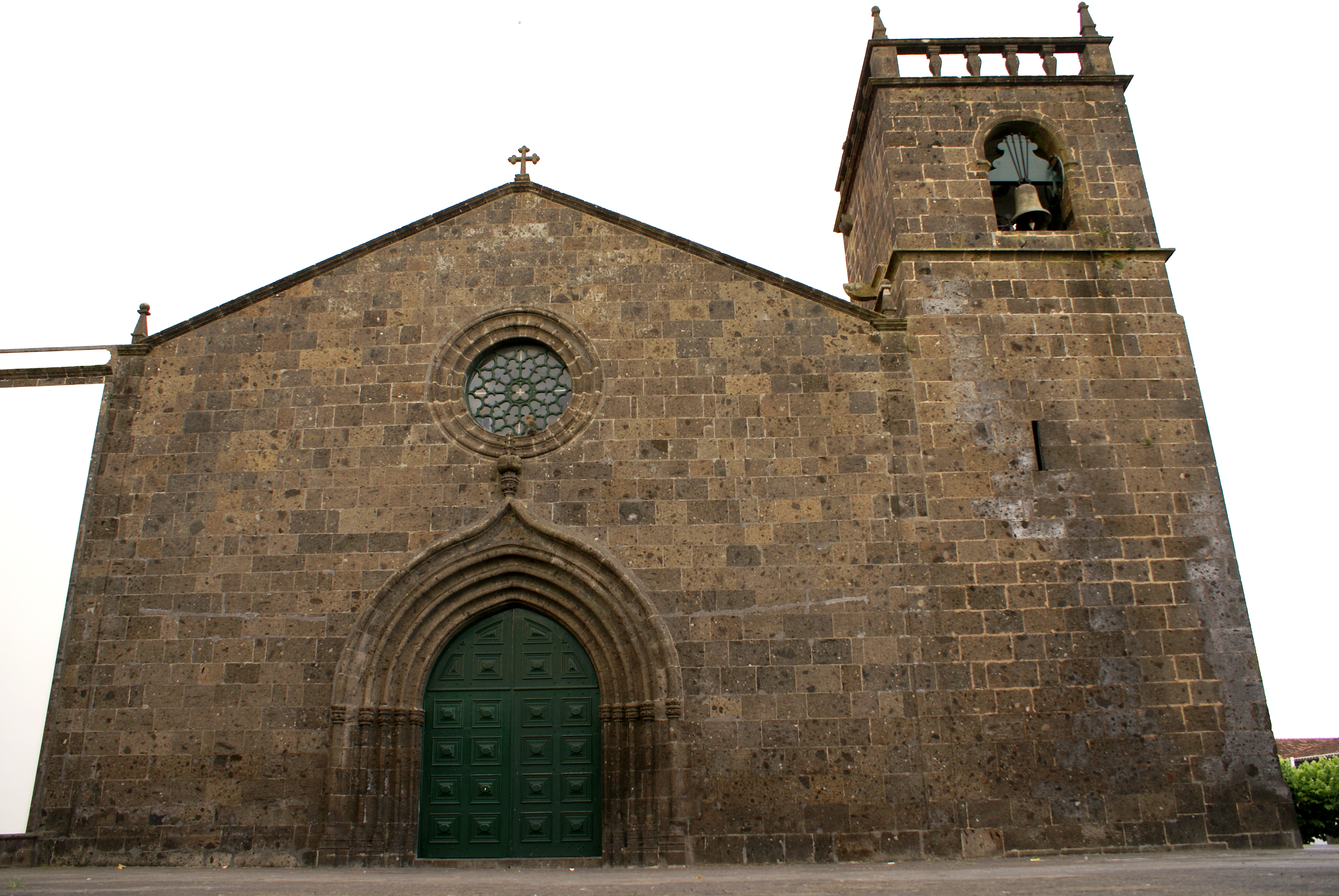
Церква Сау Мігел Арканжу, 1460 р., Азорські острови

## XVI століття

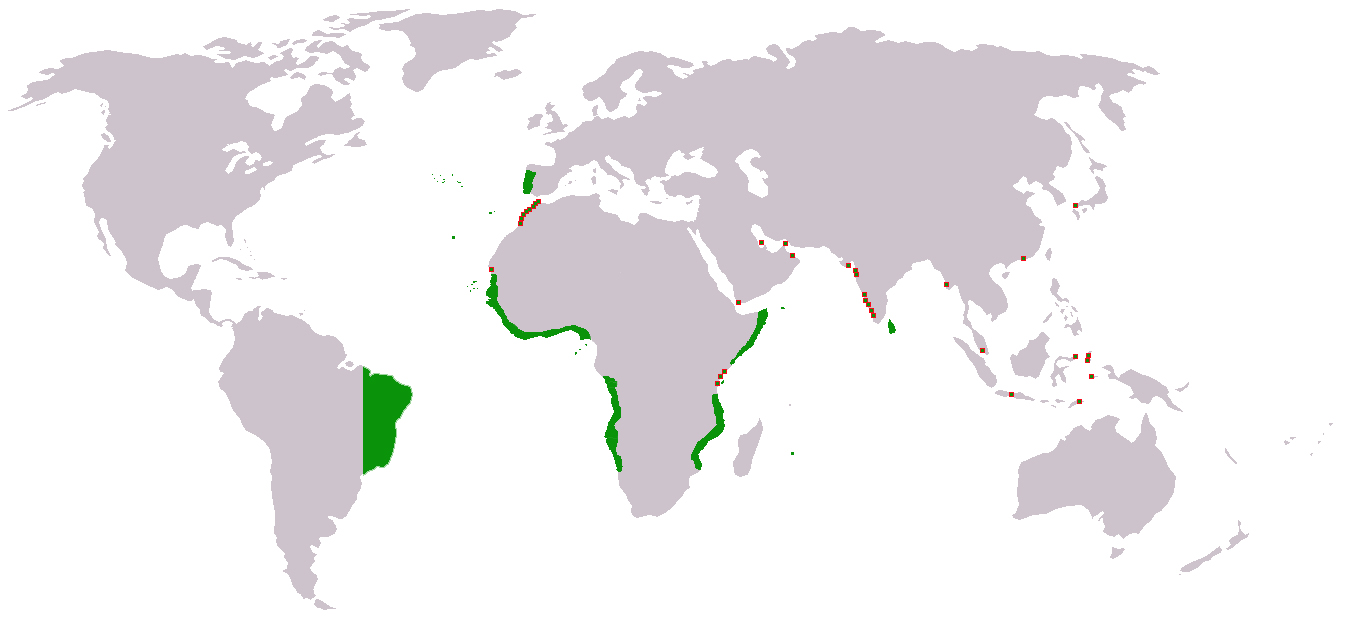
Португальська імперія наприкінці XVI ст.

Протягом XVI століття Португальська імперія була найбільшою і найбагатшою європейською колоніальною імперією, а Португалія була однією з найважливіших держав Європи. Протягом першого року століття, 1500, португальці створили капітанства Бразилії в Південній Америці, колонії Терра Нова і Лабрадор в Північній Америці, торгові колонії Кочі в Індії та Малінді в Африці на південь від Сахари. Це століття дійсно зміцнило португальську торгівлю спеціями в зв'язку з територіальними завоюваннями ключових міст в Португальській Індії: Калікут, 1512 р., Бомбей, 1534 р., Басаї, 1535 р. і острів Сальсетт, 1534 р.
Португальська колонізація Америк розпочалася також у XVI столітті, створивши 3 північноамериканські та 13 південноамериканських колоній, але до кінця століття кількість колоній загалом скоротилася до 4 через інтеграцію в мегаколонії.
На крайньому сході португальці створили португальський Макао, 1537 р., і португальський Тимор, 1596 р.
До кінця століття Португальська імперія була надзвичайно величезною імперією, що охоплювала португальську Малаку в Східній Азії і генерал-губернаторство Бразилії в Південній Америці, Королівство Ормуз, Перську затоку та Момбаса в Африці південніше Сахари. Розширення імперії, як територіально, так і економічно, сильно вплинуло на португальську колоніальну архітектуру.
На відміну від попередньої епохи, португальська колоніальна архітектура XVI століття не ігнорувала естетикою заради функціональності, натомість вона вперше змогла поєднати красу та функціональність, що стало ідеалом архітектури протягом усього часу Португальського Відродження.
Хорошим прикладом португальського колоніального військового форту з палацовими приміщеннями є форт Рейш Магуш, Натал, Бразилія. Форт розташований на краю океану, на стратегічному місці як для сухопутних, так і морських атак, з повністю чистим зовнішнім фасадом. Однак, особняк губернатора був побудований у простому, але стильному водночас стилі Алентежу, що походить з півдня Португалії.
Релігійна архітектура досягла такого рівня, якого ніколи не бачили в Португальській імперії. Величезне багатство Португалії, головним чином, від торгівлі прянощами, підживлювало її історичне релігійне завзяття до навернення нехристиян. Португальська Індія XVI століття була культурною та економічною базою Португальської імперії, і це, в поєднанні з інквізицією в Гоа, частиною Португальської інквізиції, створило великий суд португальського Ренесансу, втілений у величезних і витончених церквах епохи.
Собор Гоа, собор португальської Індії, втілює в собі все те, за що виступала португальська колоніальна релігійна архітектура. Собор був побудований в честь перемоги християн, перемоги Афонсу де Албукерке над мусульманами, у грандіозному португальському класичному стилі. Високі дзвіниці та детально пророблений портал та вікна характерні для португальських церков, мали відображати португальське панування у регіоні, головну тему португальської колоніальної релігійної архітектури XVI століття. 

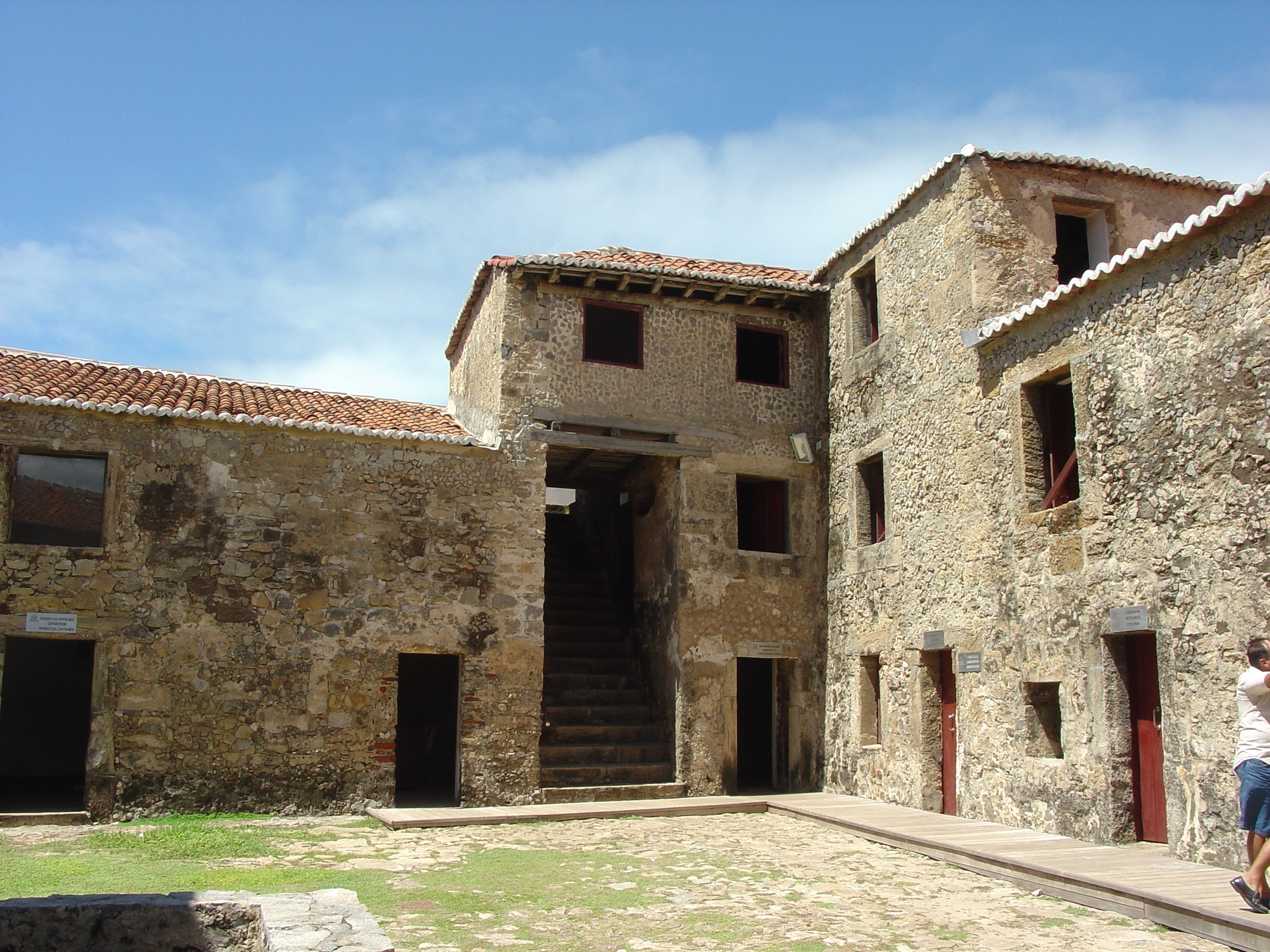
Форт Реїш-Магуш, 1598 р., Бразилія
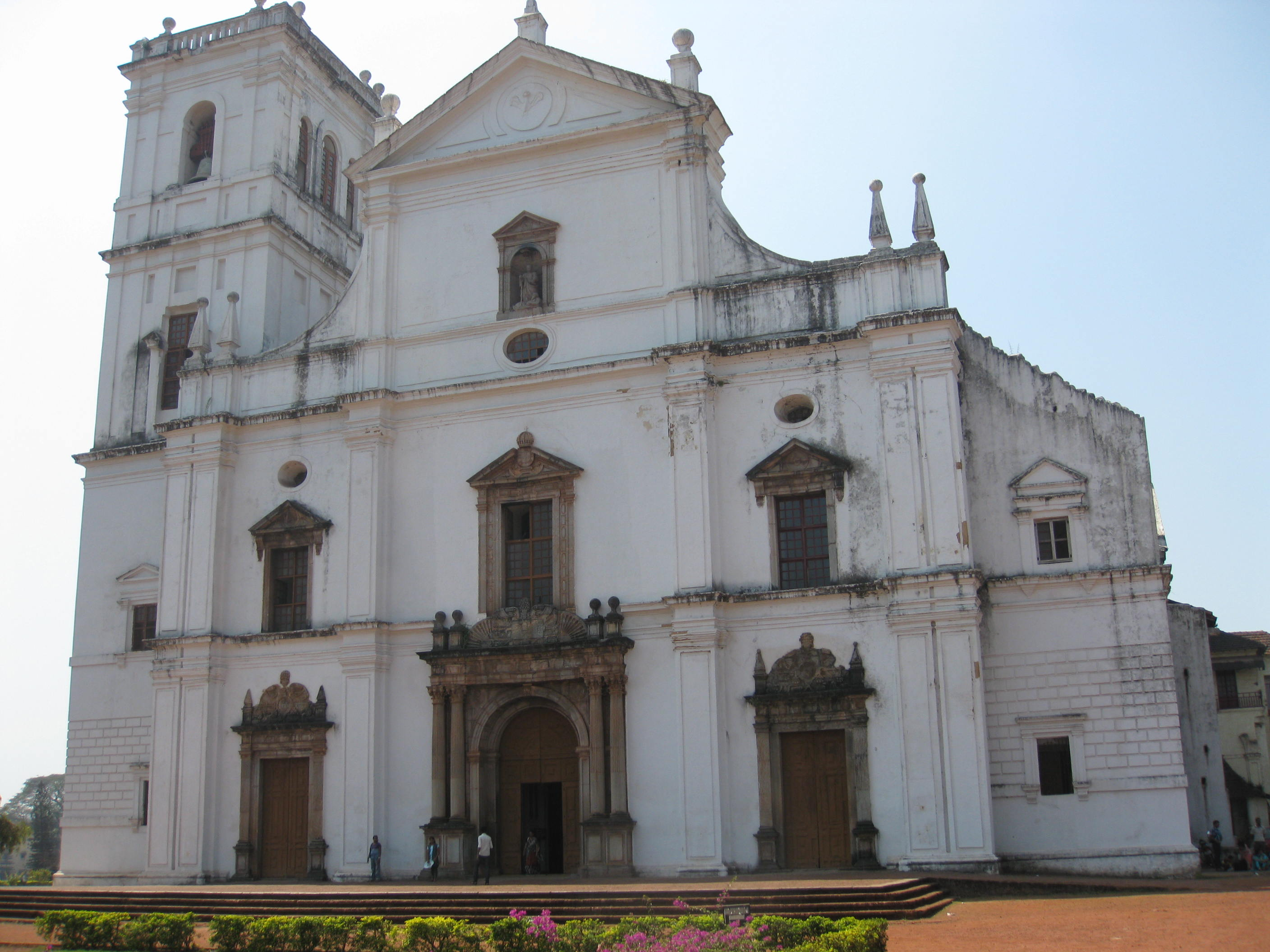
Собор Гоа, 1510 р., Індія
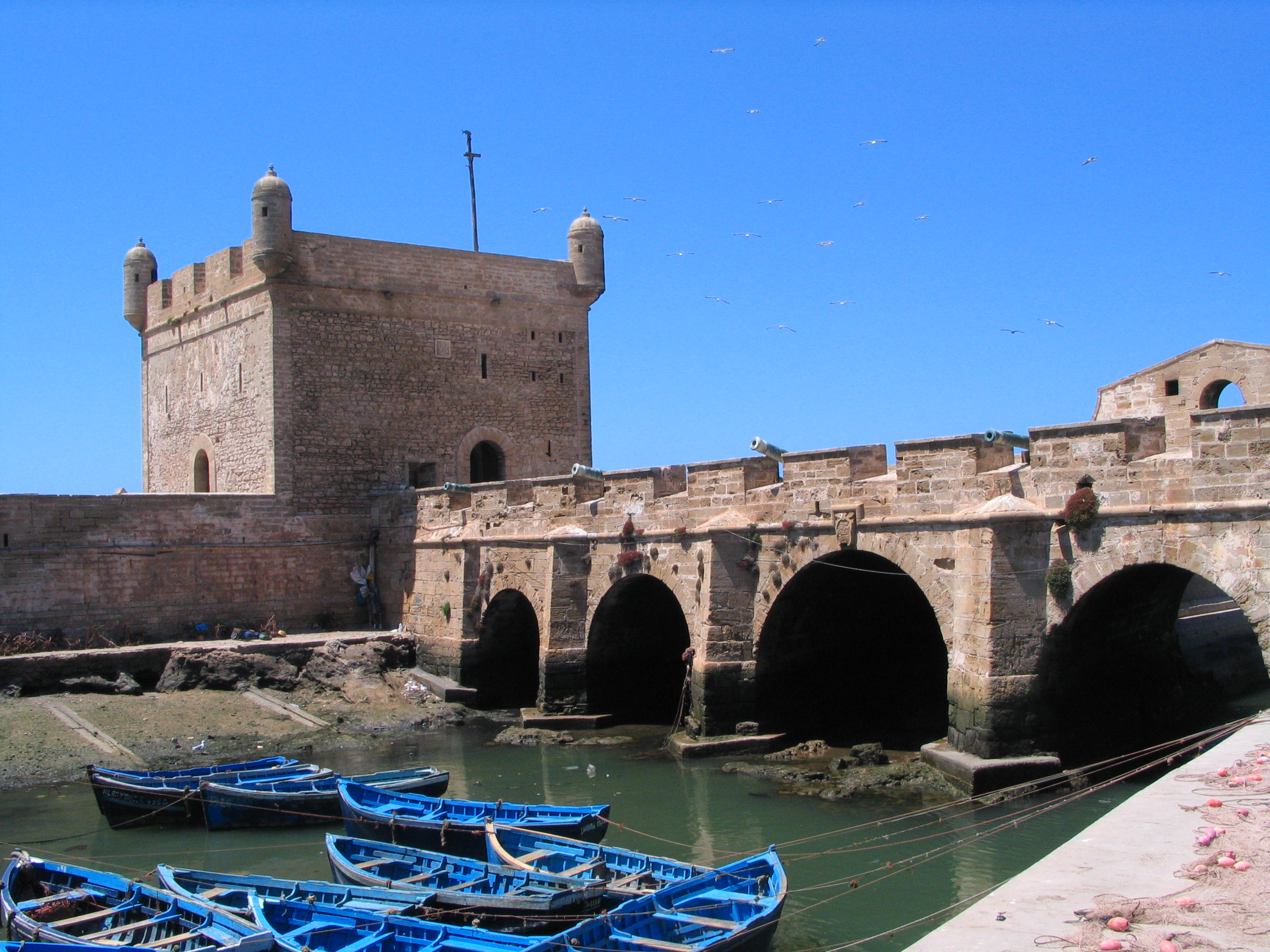
Каштелу Реал в Ес-Сувейрі, 1506, Марокко
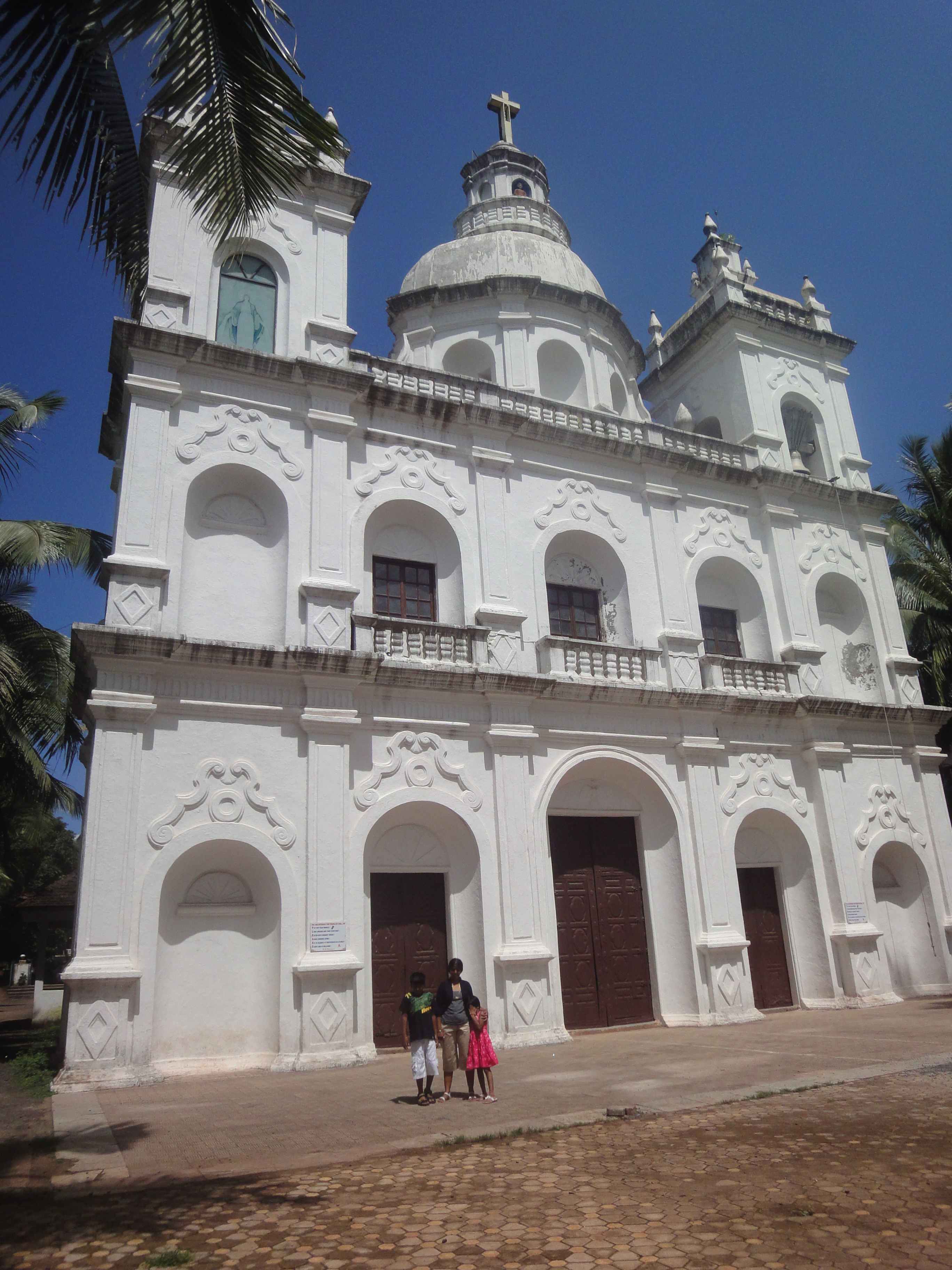
Церква Сан Францишку, 1517 р., Індія
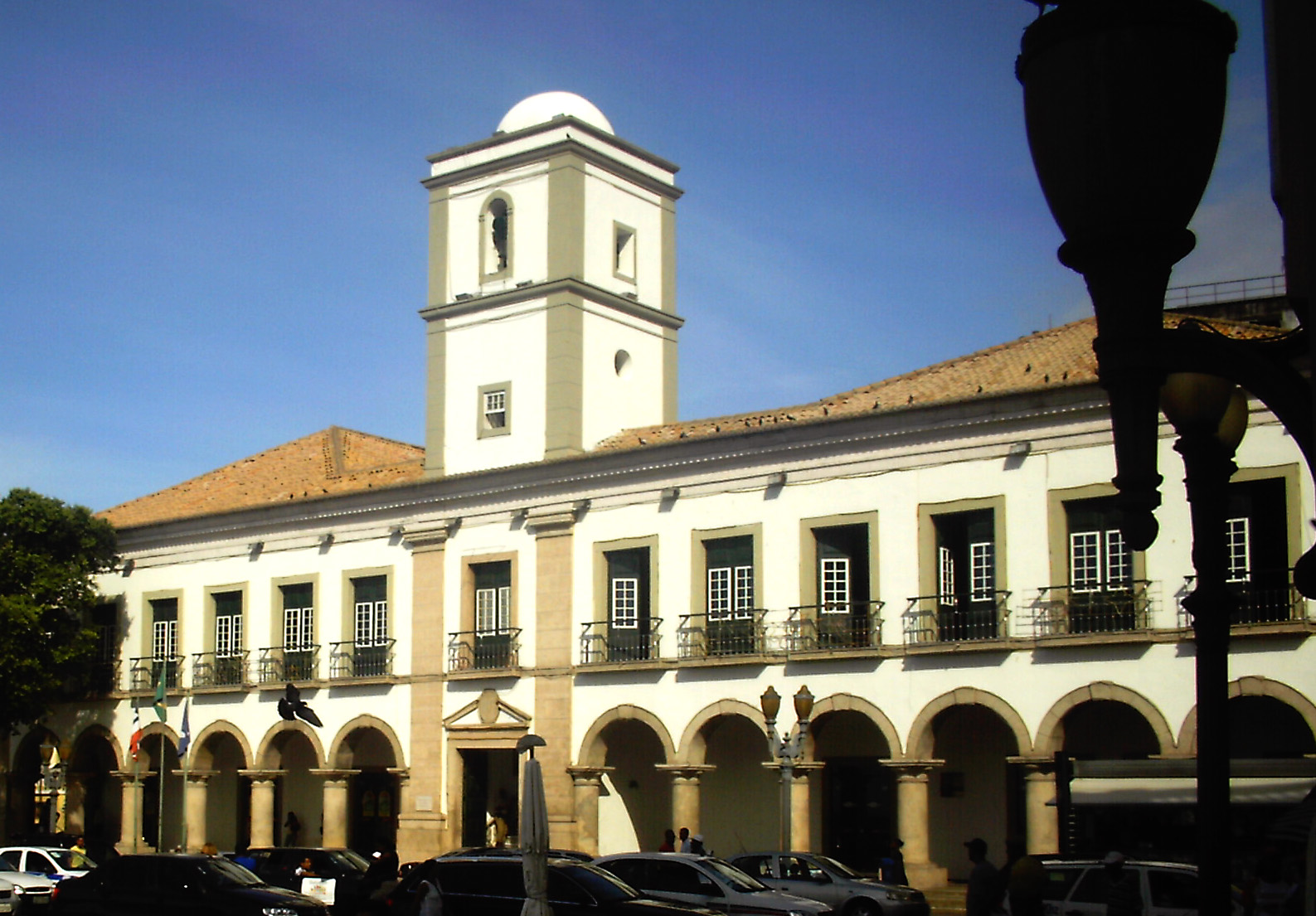
Муніципальний палац Салвадора, 1549 р., Бразилія
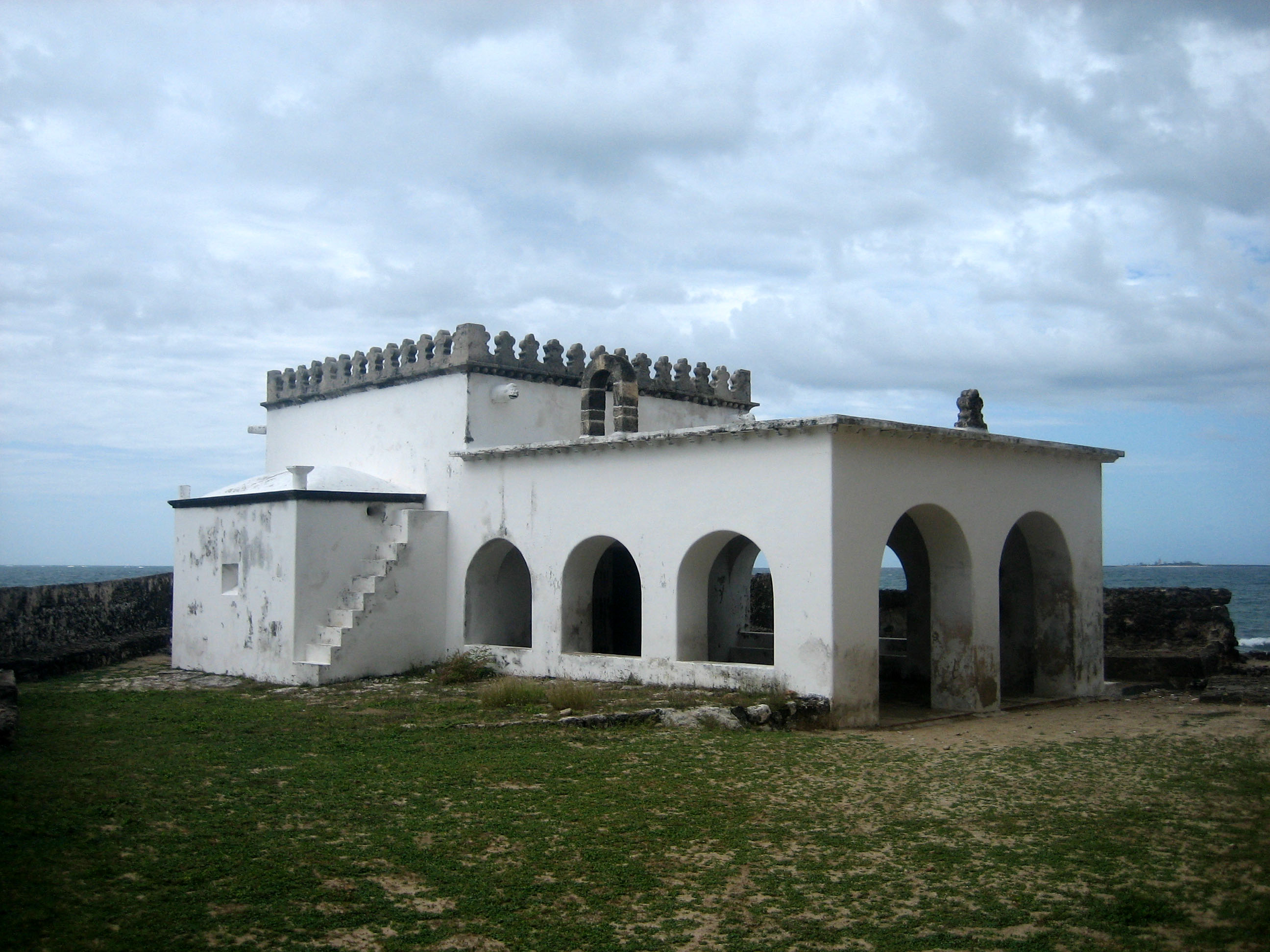
Каплиця Носса Сеньйора де Балуарте, 1522 р., Мозамбік
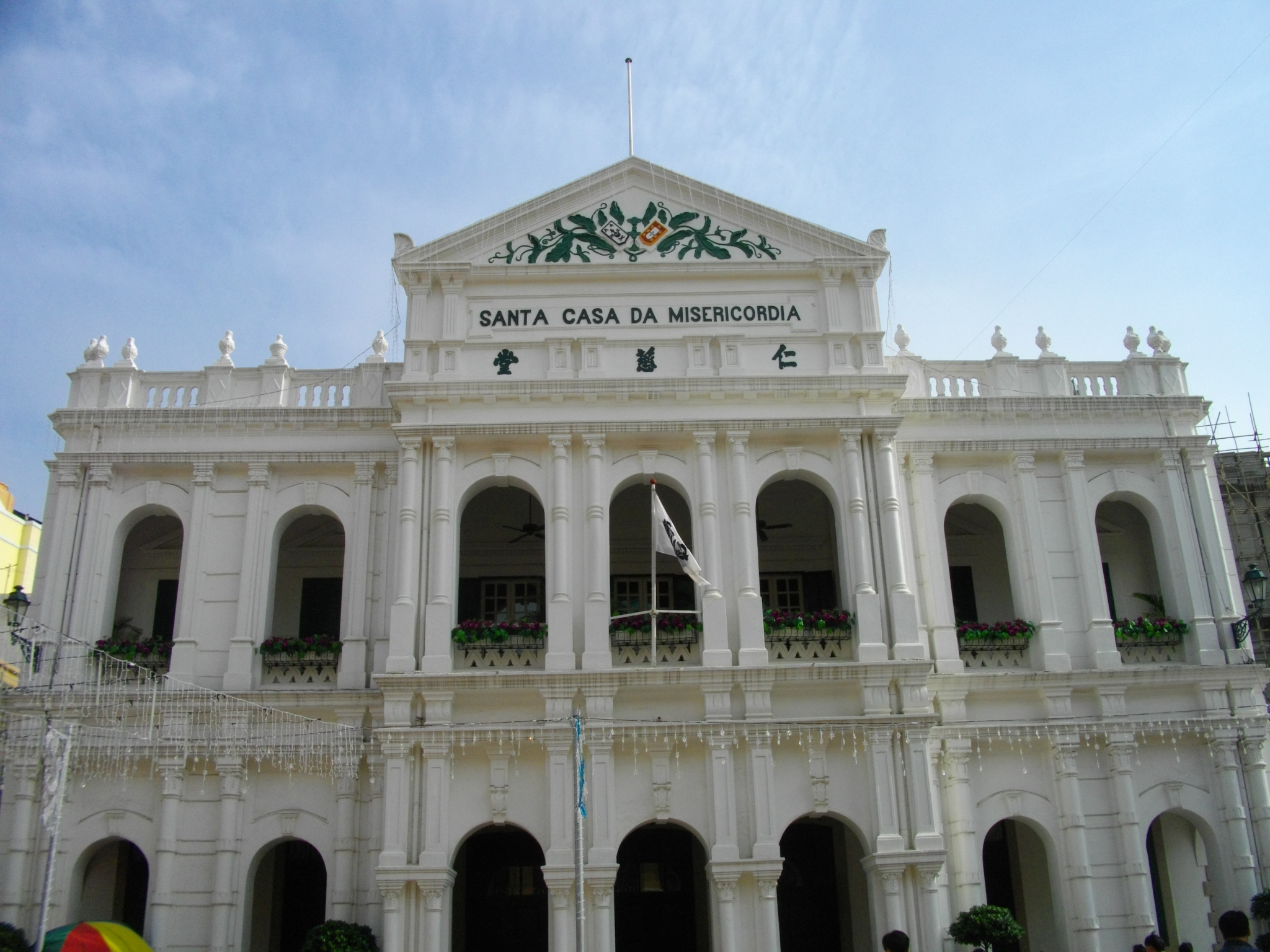
Санта Каса да Місерікордія, 1569 р., Макао
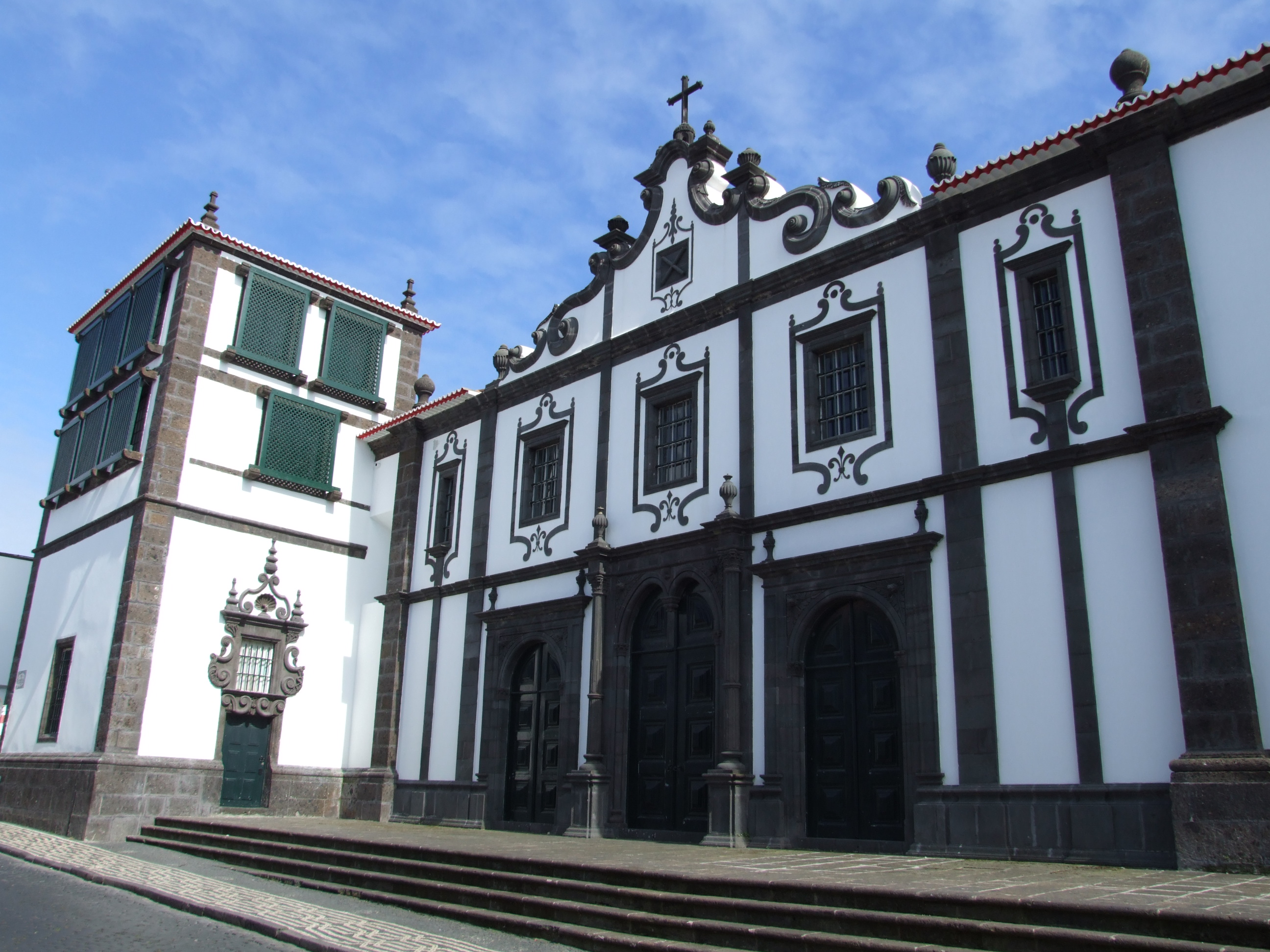
Монастир Санту Андре, 1535 р., Азорські острови

## XVII століття

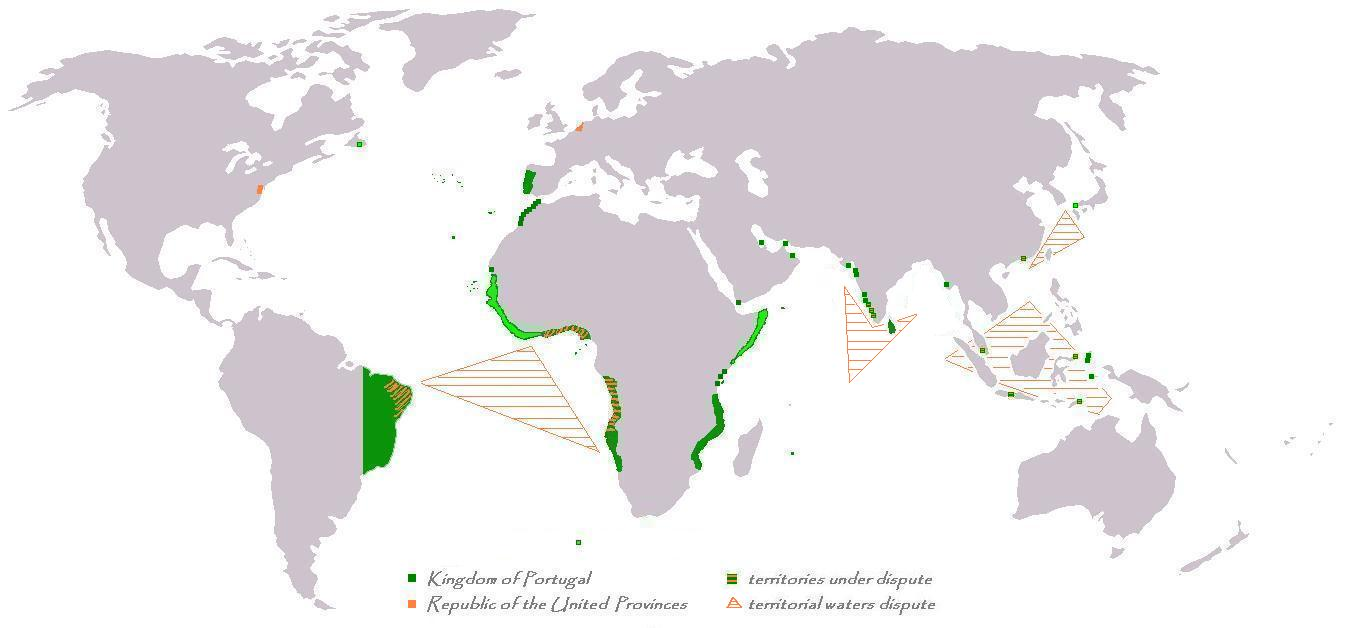
Португальська імперія наприкінці XVII ст.

Для португальської імперії XVII століття було часом освоєння нових земель і поступове збільшення існуючих.
Після голландсько-португальської війни португальці відвоювали території, які голландці окупували під час Іберійської унії. В цей час в Індії португальські території зазнали мінімального розширення, Сан Томе де Мейлапур, 1687 р., також Бомбей перейшов до англійців у 1661 році, як частина приданого Катерини Браганси.
В Африці португальці розширилися уздовж узбережжя: Сан Жуан Баптіста де Ажуда, 1680 р., Бісау, 1687 р., Зігіншор, 1645 р.
Фокусом португальських амбіцій протягом XVII століття була Португальська Америка. З відмовою від Барбадосу, 1620 р., та перебудовою генерал-губернаторства Бразилії, 1621 р., португальські колоніальні володіння в Америках були перебудовані у два колоніальні штати — область Бразилія та область Мараньяу.
Заснувавши Колонію-дель-Сакраменто, 1680 р., португальці здобули значні території в Південній Америці. Розширення територій в поєднанні з багатством від бразильської золотої лихоманки сприяло новому рівню португальської колоніальної архітектури в Португальській Америці, що базувалося більше на пишності та багатстві, ніж на чистих і консервативних стилістичних засадах XVI століття.
XVII століття було для Португальської імперії бурхливим періодом — кінець Іберійській унії через Реставраційну війну, а потім вступ у голландсько-португальську війну. Через безперервні військові дії по всій імперії значна частина португальської колоніальної архітектури XVII століття — фортифікації в стилі бароко.
Хорошим прикладом португальської колоніальної військової архітектури XVII століття є форти та оборонні стіни Колоніюї-дель-Сакраменто. Фортифікаційні укріплення форту оточували місто повністю і мали доступ всередину лише трьома шляхами: двома в'їзними воротами та портом.
У XVII столітті також спостерігається період посиленого містобудування, ґрунтуючись навколо ідеалів Просвітництва .
Релігійна португальська колоніальна архітектура того часу характеризувалась величчю та демонстрацією імперського багатства. Більшість церков та інших культових споруд побудовані в перехідну епоху між маньєризмом та бароко.
Хорошим прикладом є церква Божого Провидіння Сау Каетану, 1639 р., Індія.

Церква у маньєристично-бароковому стилі побудована за наказом Педру да Сілва, віце-королем Індії, для демонстрації португальського багатства та території як важливої португальської колонії. 

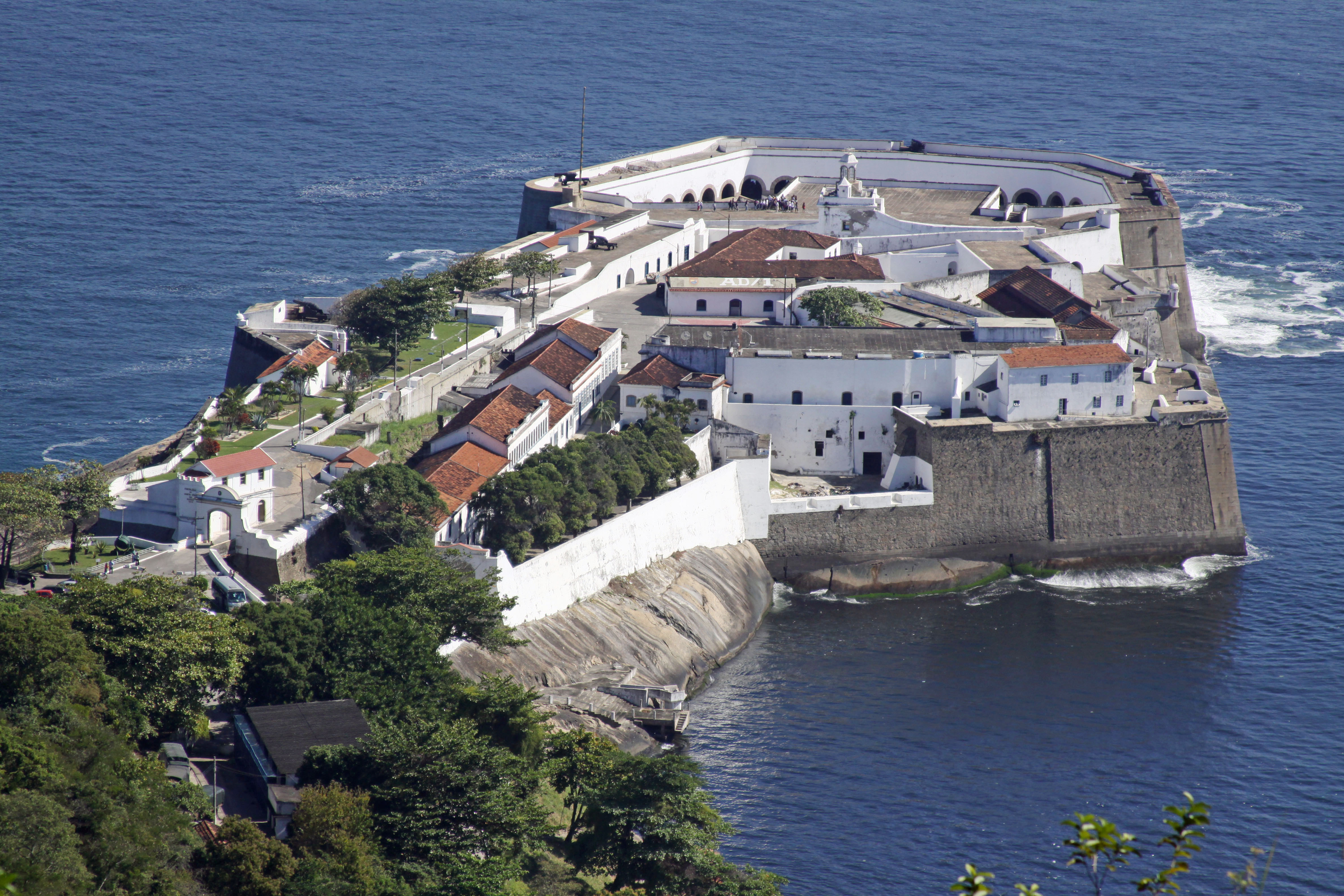
Форт Санта Крус да Барра, 1612 р., Бразилія
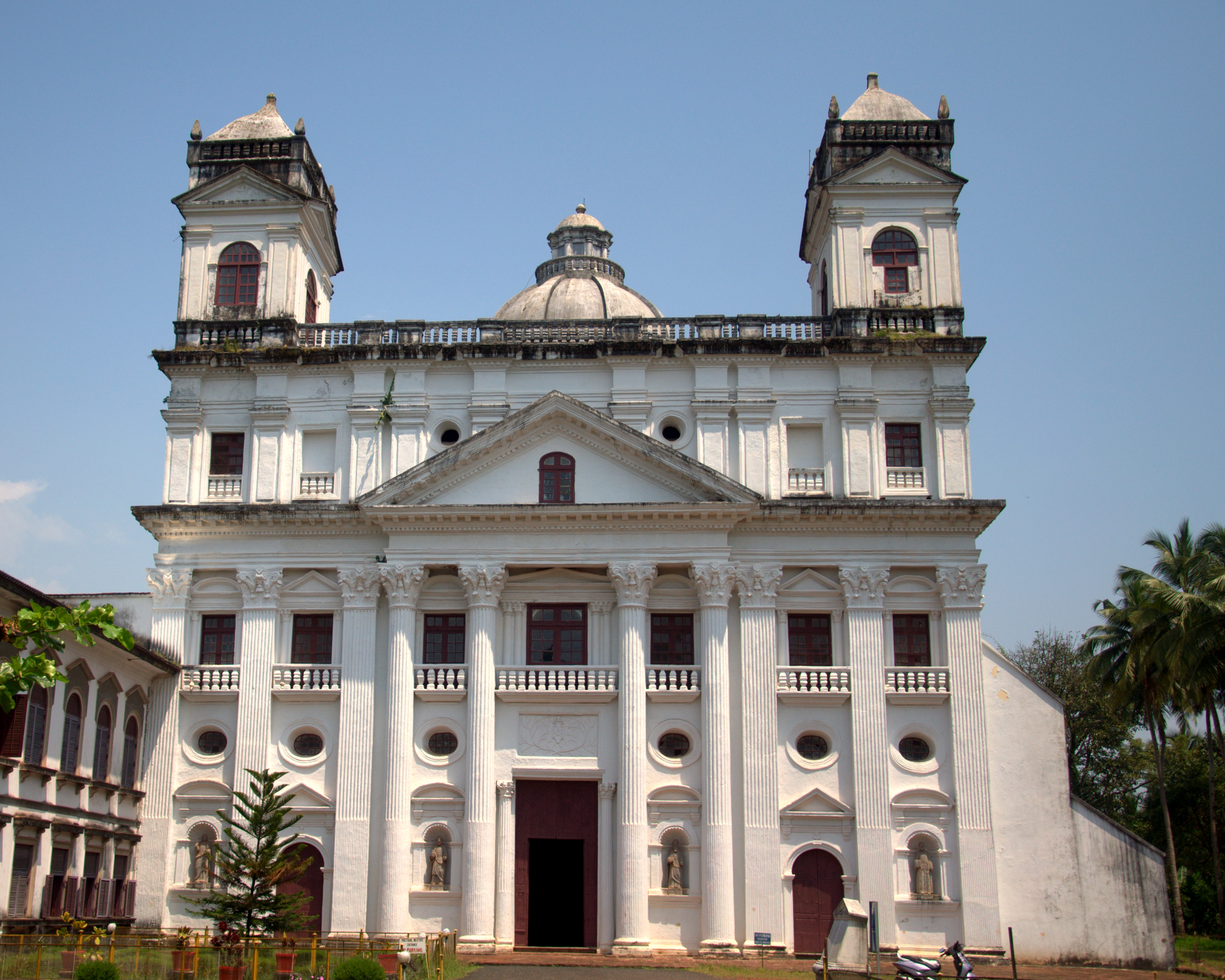
Церква Сан Каетан; 1639 р., Індія
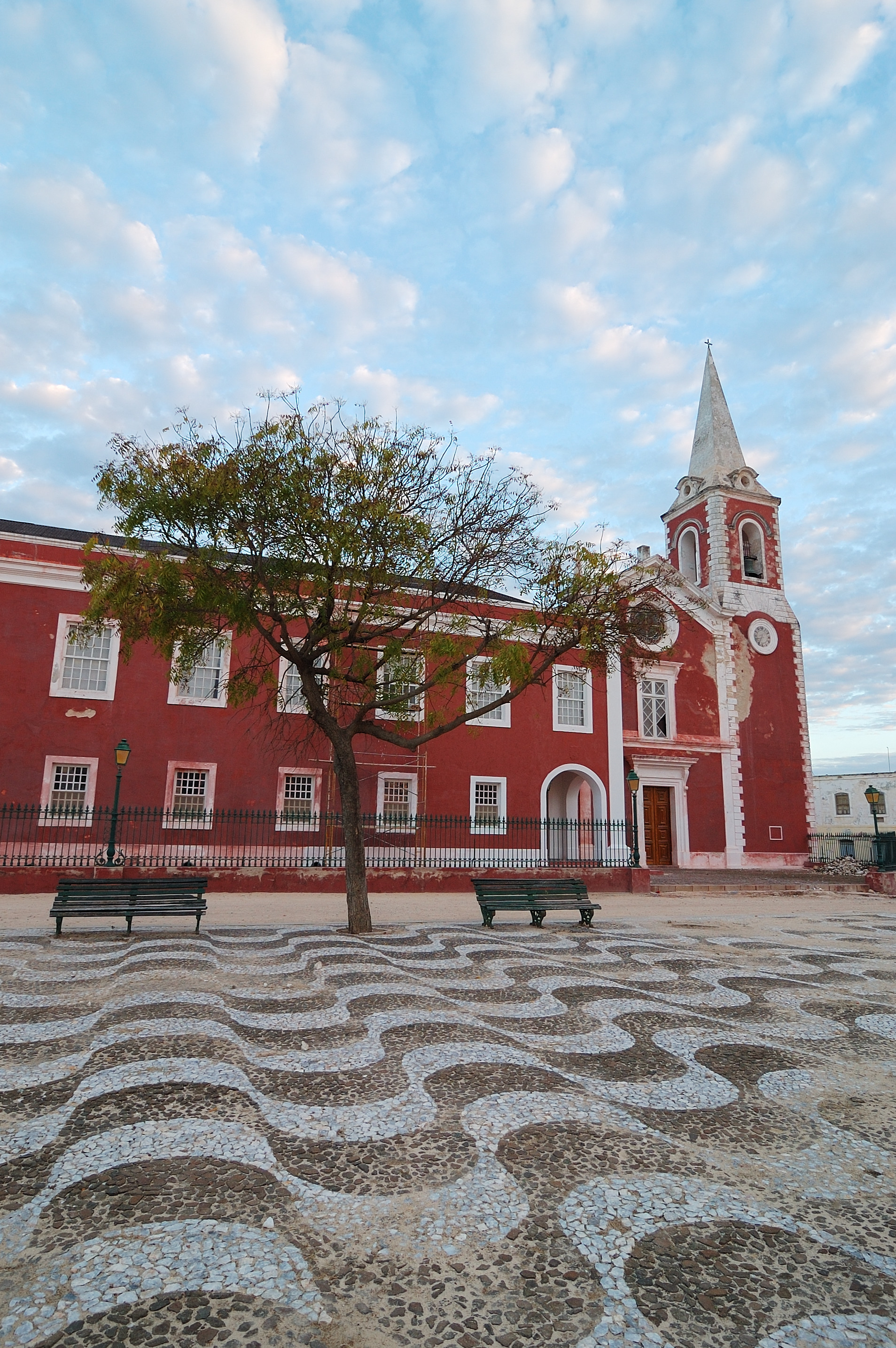
Палац губернаторів, 1610 р., Мозамбік
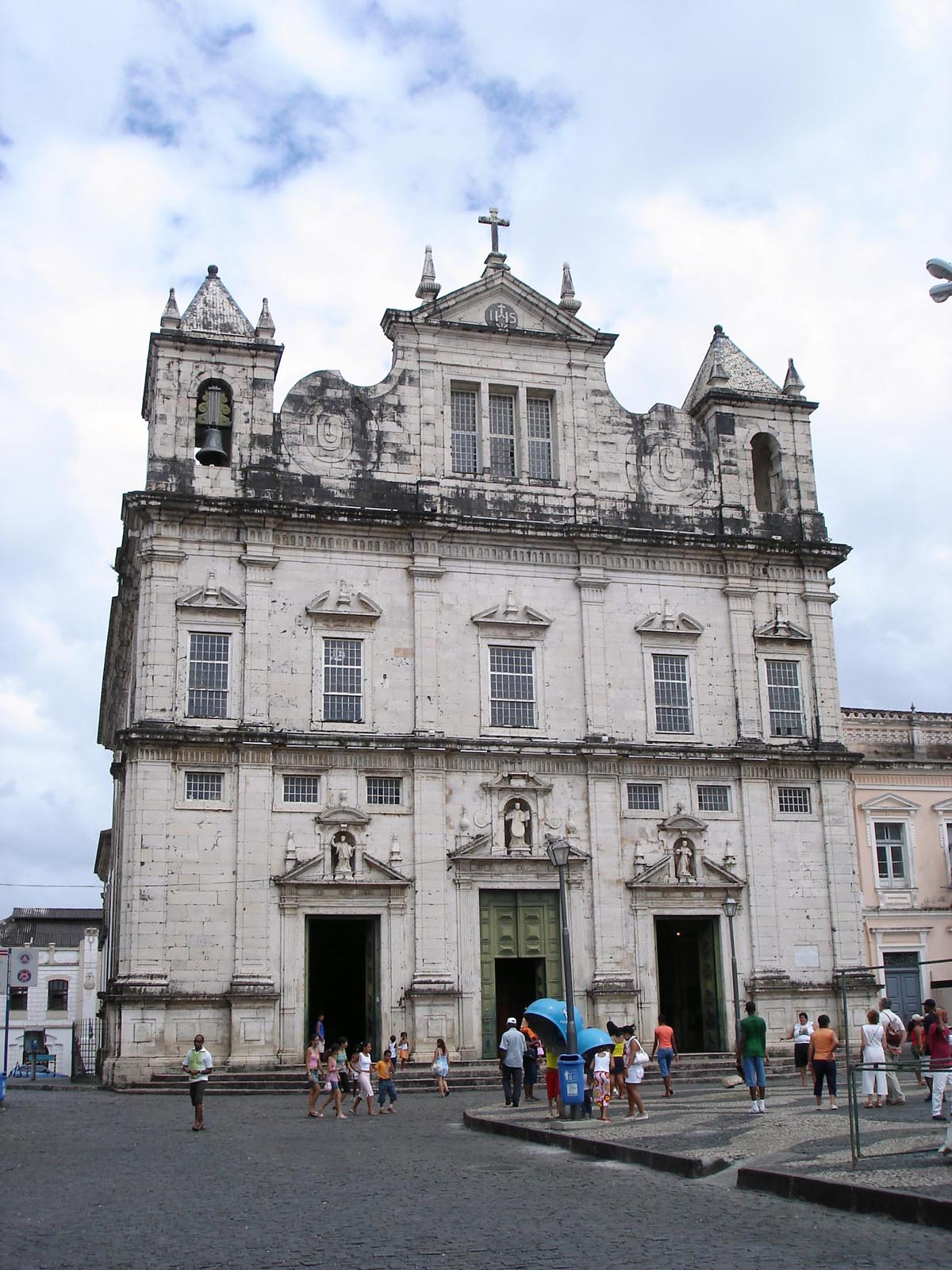
Собор Сальвадору, 1676 р., Бразилія
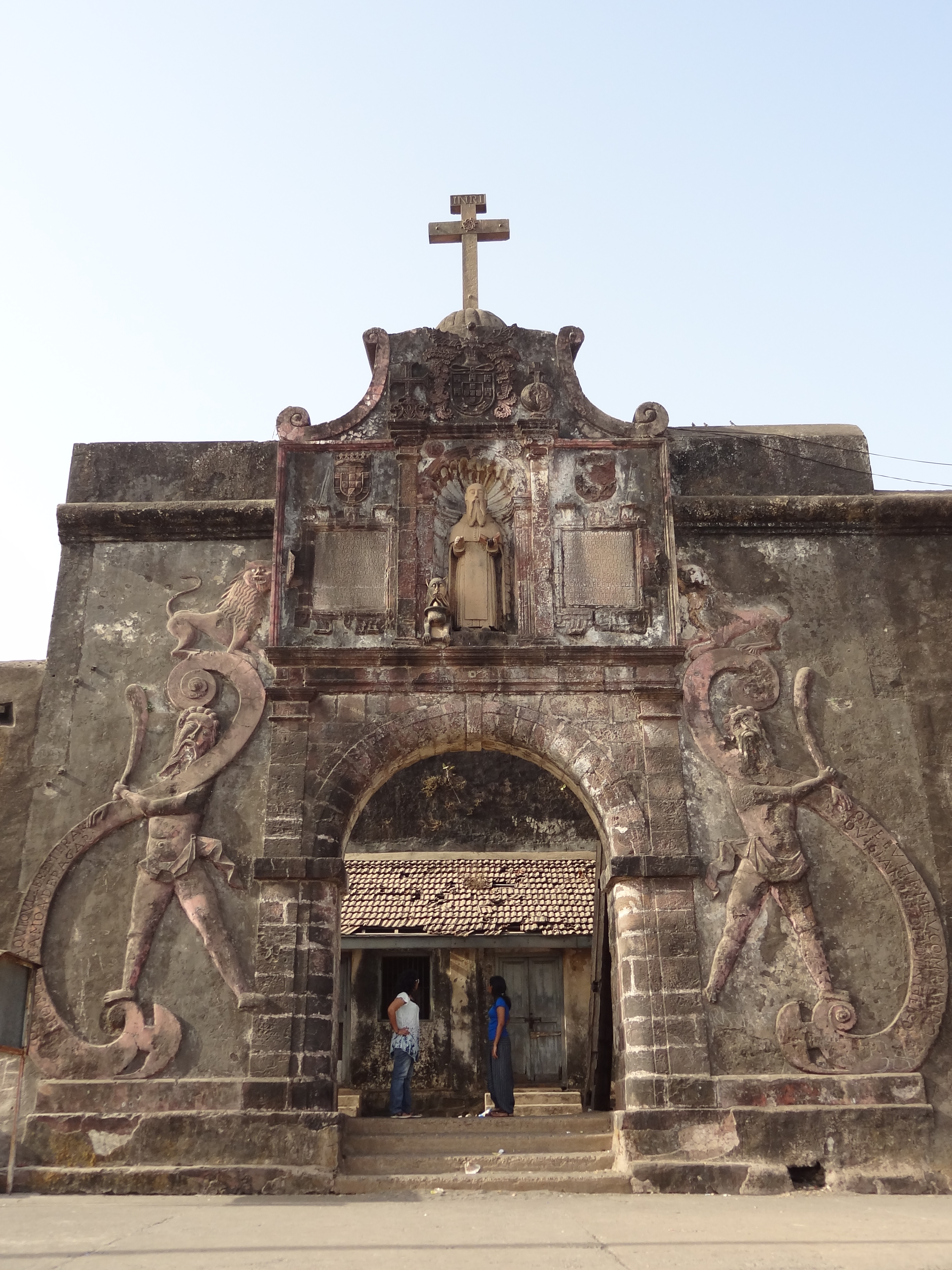
Форт Сау Жероніму, 1614 р., Індія
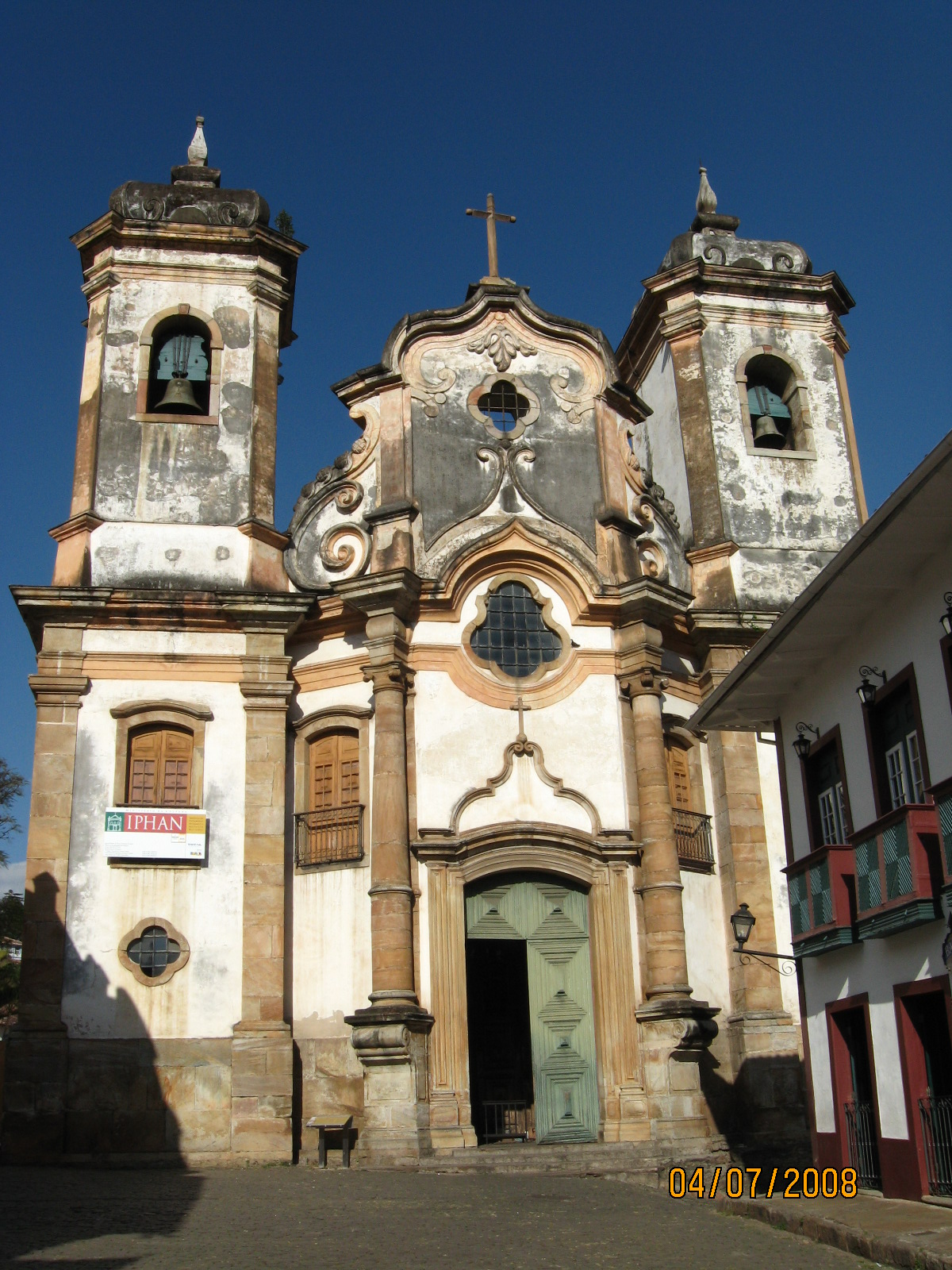
Церква Пілар, 1696 р., Бразилія
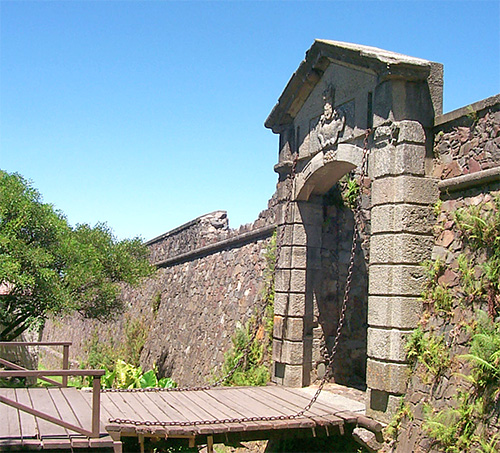
Форт Колонії-дель-Сакраменто, 1680 р., Уругвай
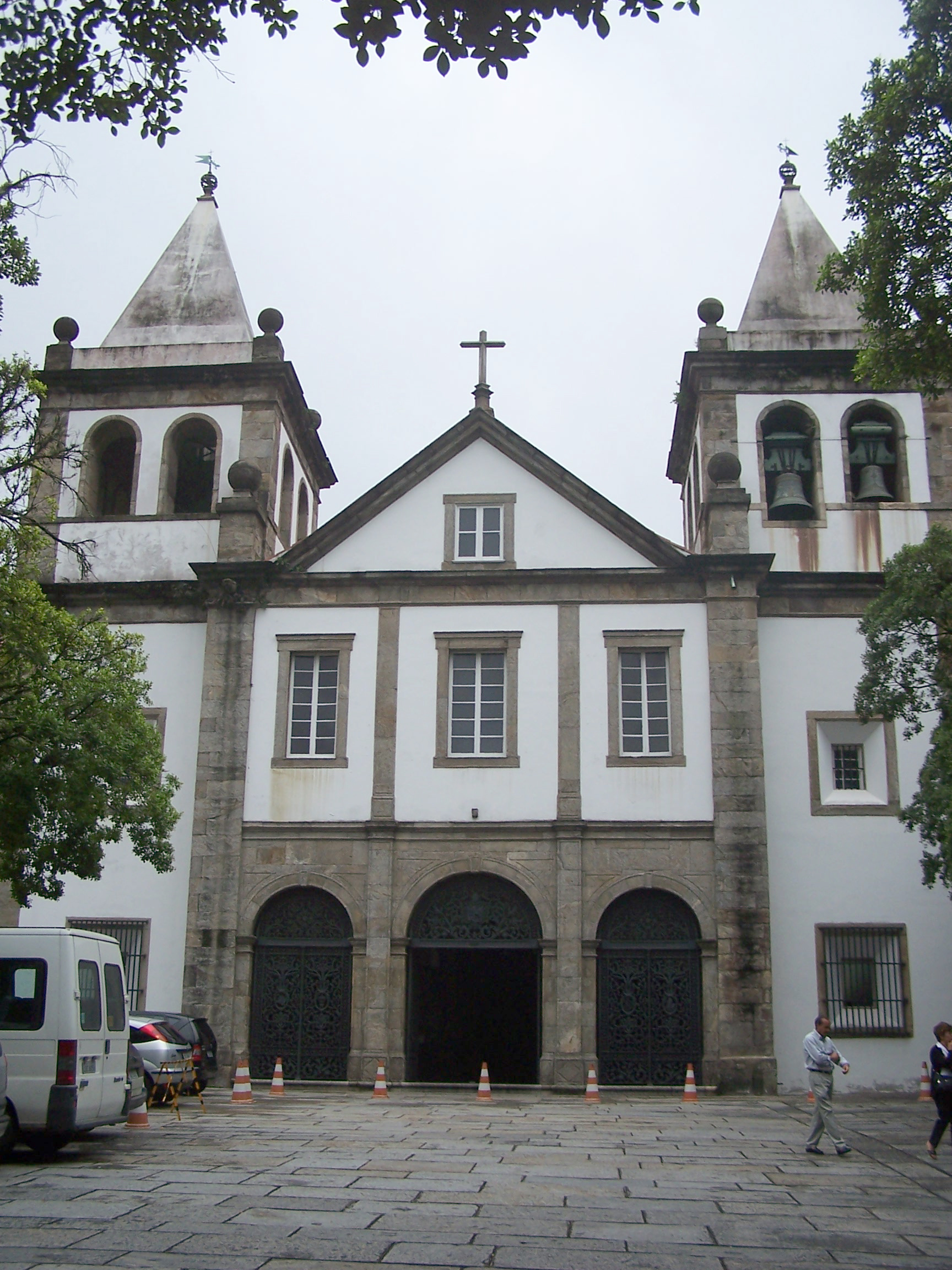
Монастир Сау Бенту, 1633 р., Бразилія

## XVIII століття

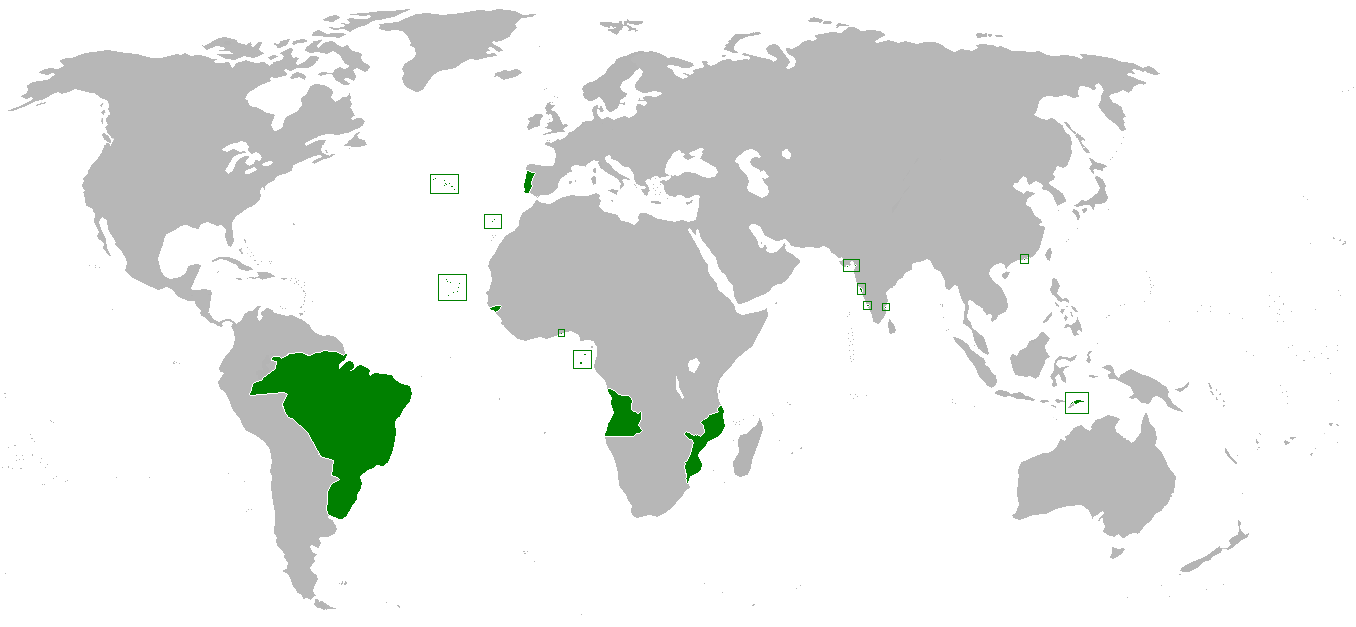
Португальська імперія наприкінці XVIII ст.

XVIII століття було епохою великої експансії в Португальській імперії. У Португальській Америці, області Бразилія та Мараньяу розширилися на захід, що призвело до перебудови Мараньяуо у мегаколонію Грау-Пара та Мараньяу в 1751 році. У 1772 році Португальська Америка вкотре розширилася та реструктурувалась, розділивши цю мегаколонію на область Грау-Пара та Ріу-Негру та область Мараньяу та Піауї.
У Португальській Індії була створена колонія Дадра і Нагар-Хавелі в 1779 році. Володіння у португальській Африці розширились із завоюванням Момбаси у 1728 році, яку втратили в 1698 році. Лиссабонський землетрус 1755 року спустошив Португальське королівство та його столицю Лісабон, і таким чином більшість імператорських коштів пішло на відновлення. Це дещо призупинило розвиток португальській колоніальній архітектури спочатку XVIII століття, проте величезні золоті копальні Португальської Америки та прибуткова торгівля рабами Португальської Африки сприяли періоду відносного багатства та розвитку мистецтва.
Протягом XVIII португальська колоніальна військова архітектура постійно вдосконалювалась завдяки науковими проривами та інженерними досягненнями, проте її затьмарила португальська колоніальної цивільна архітектура, яка розширилася завдяки миру та приросту багатства Португальської імперії.
Португальське бароко, стиль архітектури з регіонів Порту та Бейра на півночі Португалії, став переважним у цивільній архітектурі. Саме в XVIII столітті португальські колонії в Південній Америці стали найважливішими для імперії, завдяки знайденим там золоту та алмазам, тому було створено багато палаців, громадських будівель та пам'ятників, серед яких Пассею Публіку, 1779 р. — найстаріший громадський парк Америки. Хороший приклад португальської колоніальної громадської будівлі — Палац віце-королів Бразилії (Paço Imperial) в Ріо-де-Жанейро. Побудований у 1738 році палац в стилі португальського бароко з білосніжними зовнішні стінами та простими сірими кам'яними бароковими вікнами і порталами.
Для релігійної архітектури стиль португальського бароко став основою для усіх проектів. Колоніальні церкви в цей період набули не бачену раніше пишність та надмірність.
Дорого оздоблені барокові екстер'єри із сірим та коричневим камінням на білосніжних стінах, доповнювались позолоченими інтер'єрами з розписаними стелями та азулєжу.

Типовим прикладом релігійної португальської колоніальної архітектури епохи є Церква Святого Франциска Ассізького, в Ору-Прето. Спроектована вона знаменитим португальським колоніальним архітектором Алейжадінью, завдяки доступу до величезного багатства колоніальної Бразилії, проголошує своїм відвідувачам багатство Португальської імперії та Боже благословення над нею. Багато прикрашений двоповерховий портал є характерним для епохи, в той час як округлий план церкви унікальний для португальської колоніальної архітектури в Бразилії. Барокові округлі вершини, які вирівнюються в кінці, є характерними рисами усієї португальської колоніальної архітектури, як релігійної, так і громадянської, і в Бразилії, і в решті Португальської імперії. 

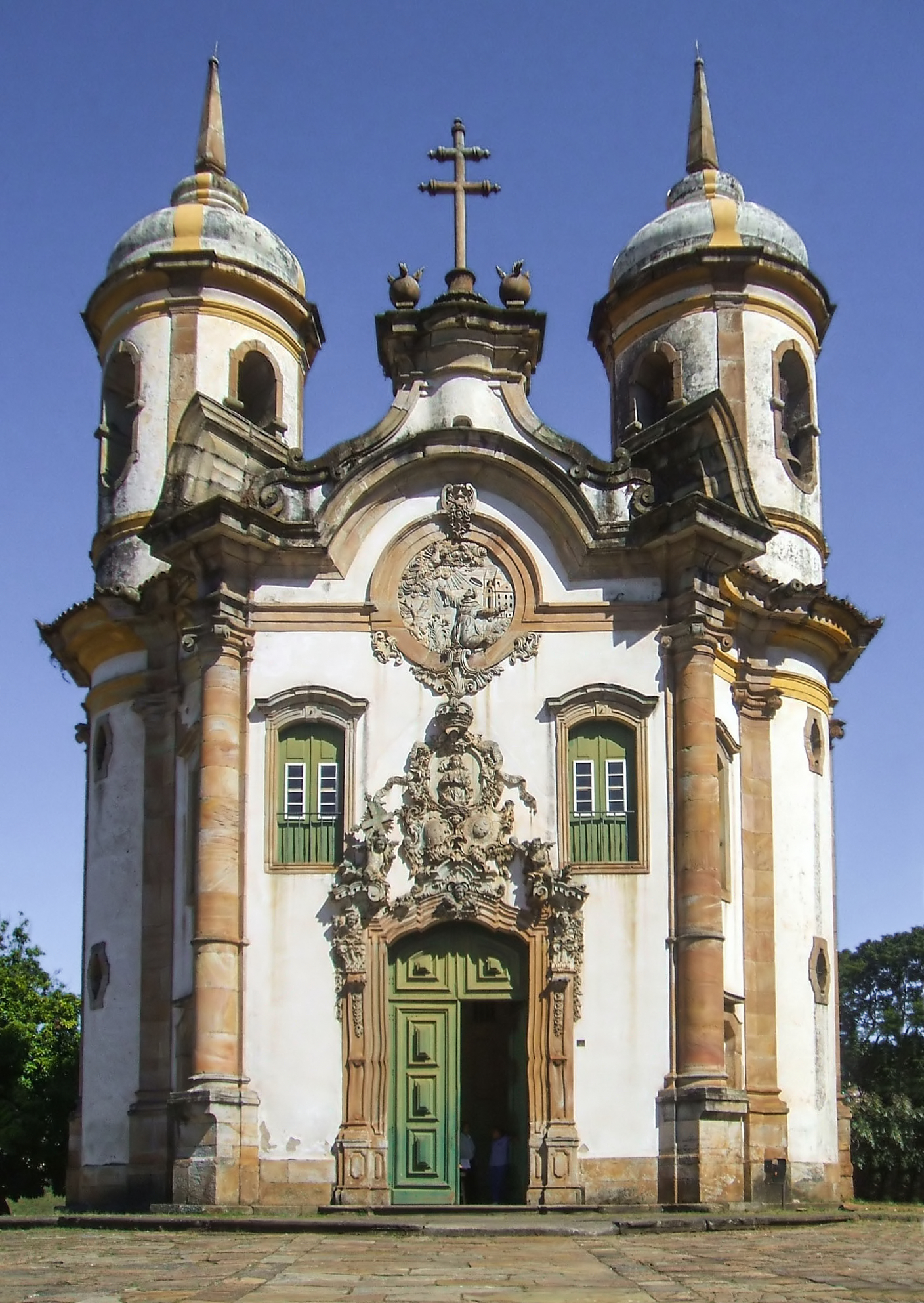
Церква Святого Франциска Ассізького, 1766 р., Бразилія
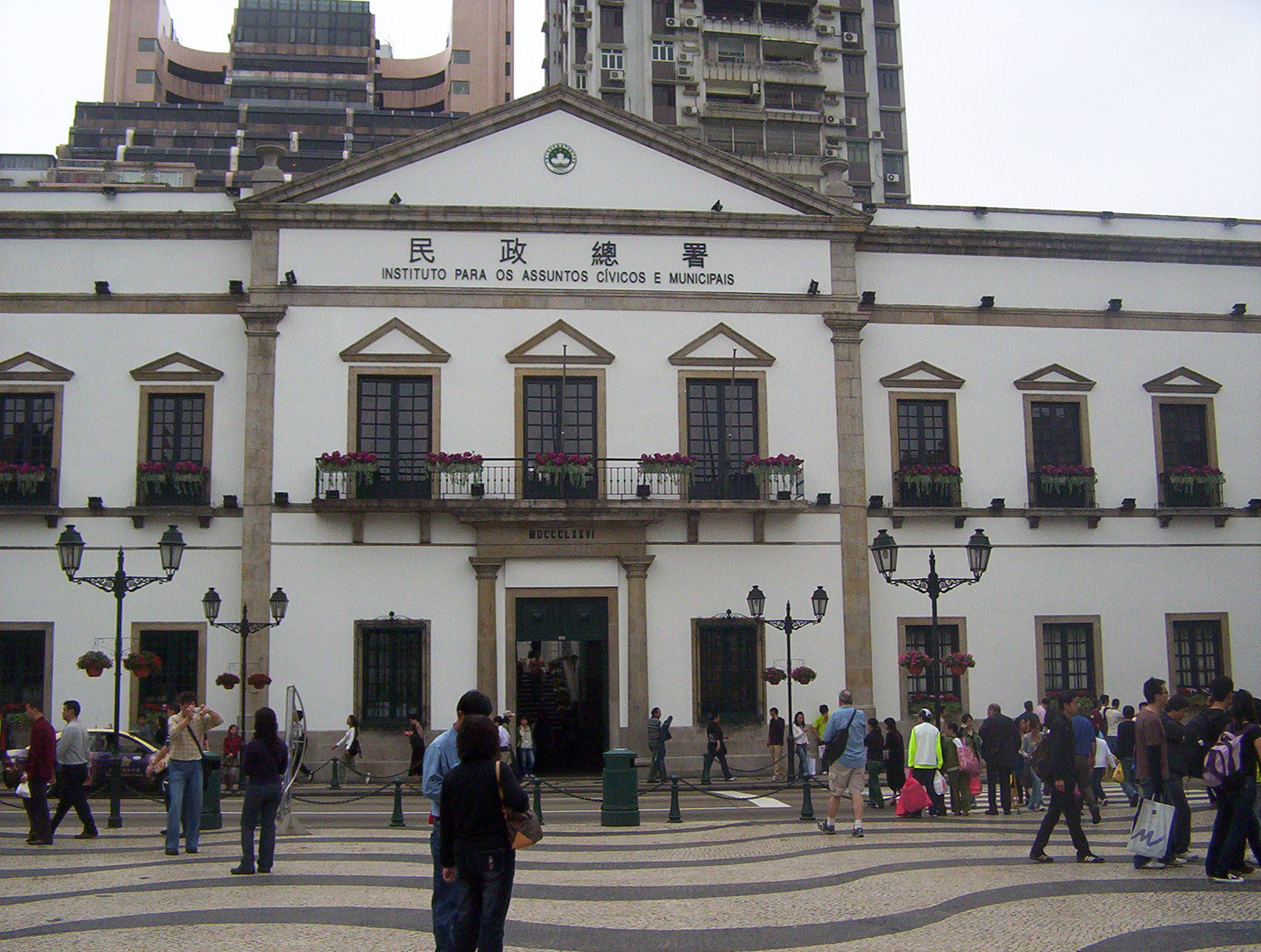
Будинок Ліля Сенаду, 1784 р., Макао
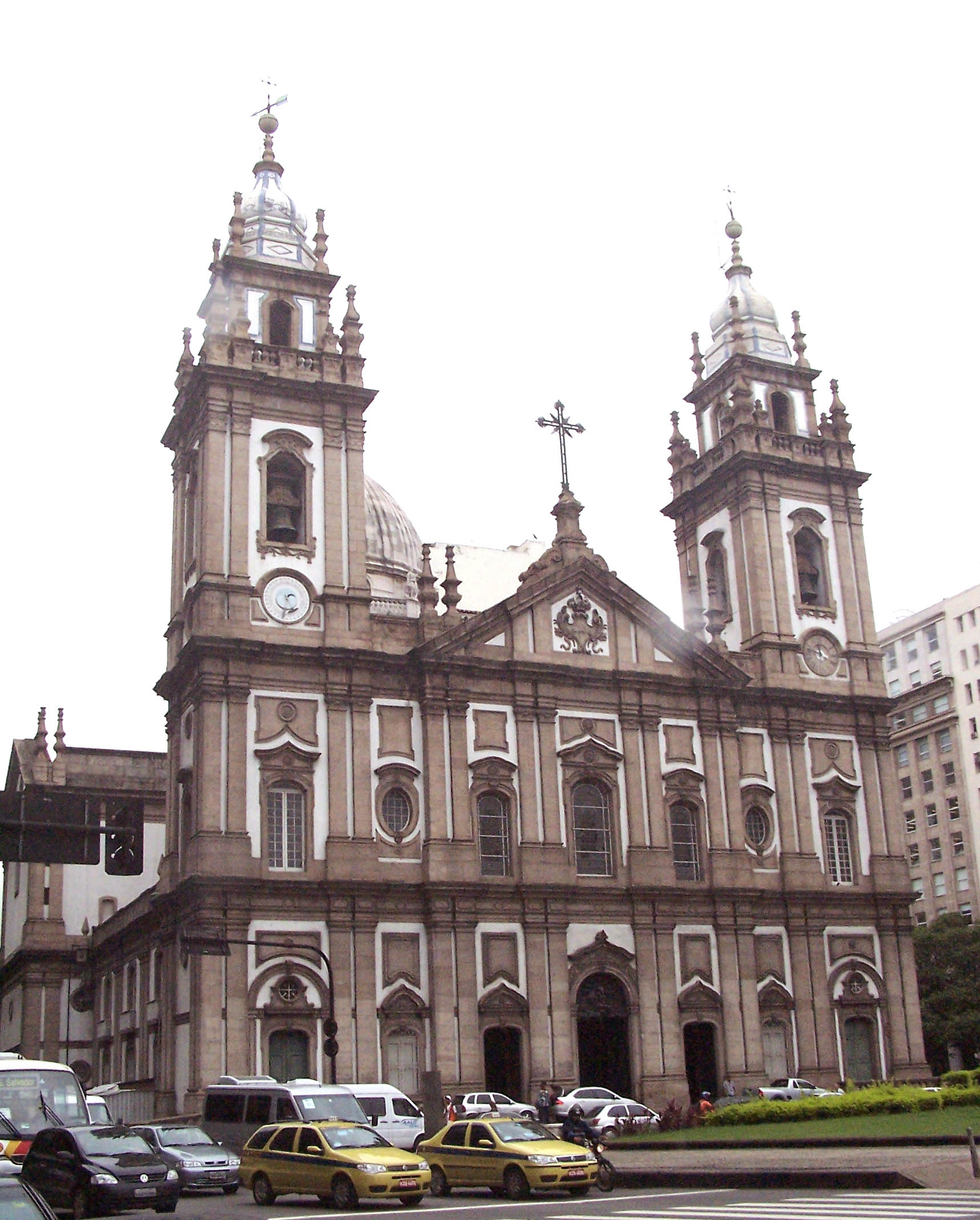
Церква Канделярія, 1775 р., Бразилія
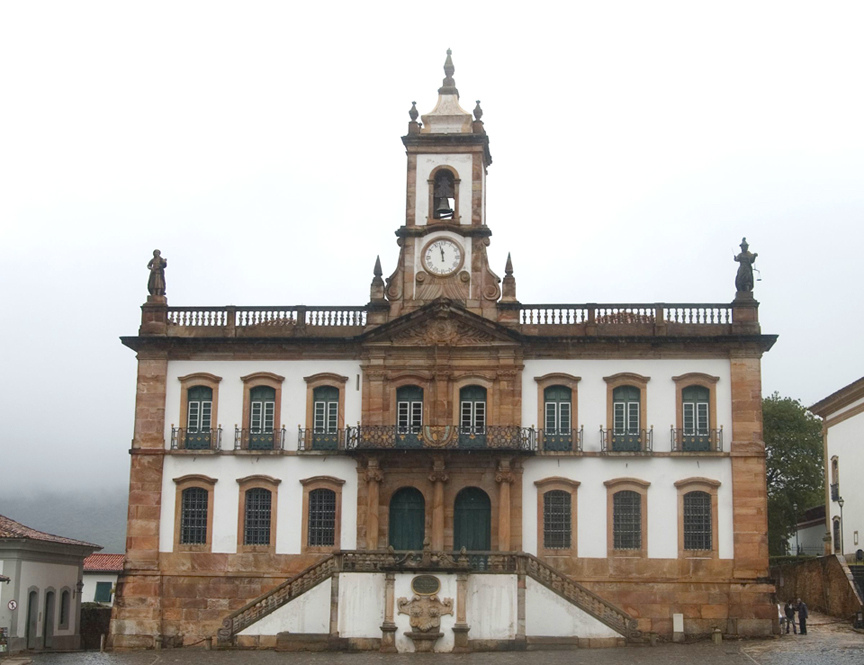
Мерія Ору-Прету, 1780 р., Бразилія
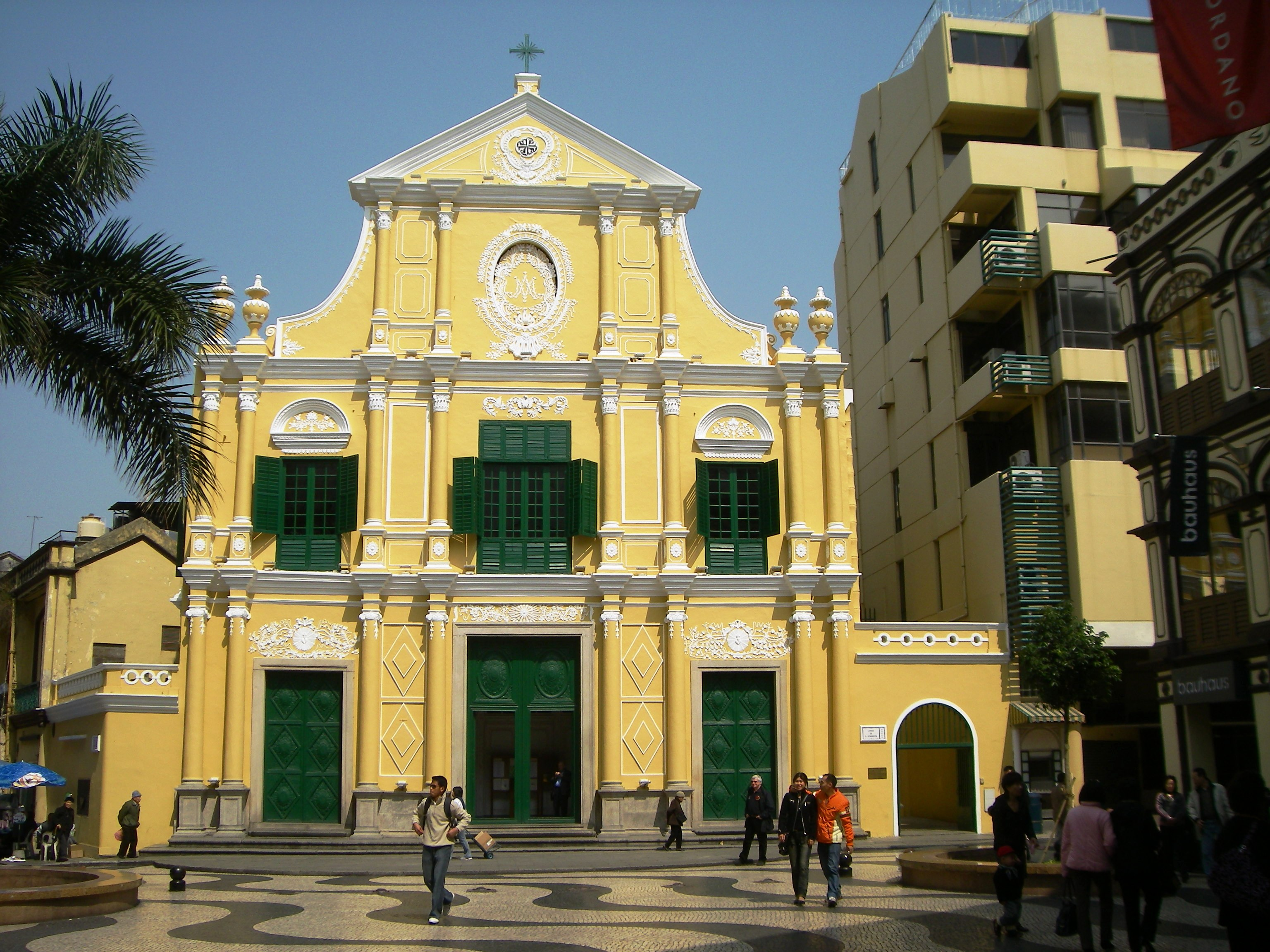
Церква Сау Домінгу, 1707 р., Макао
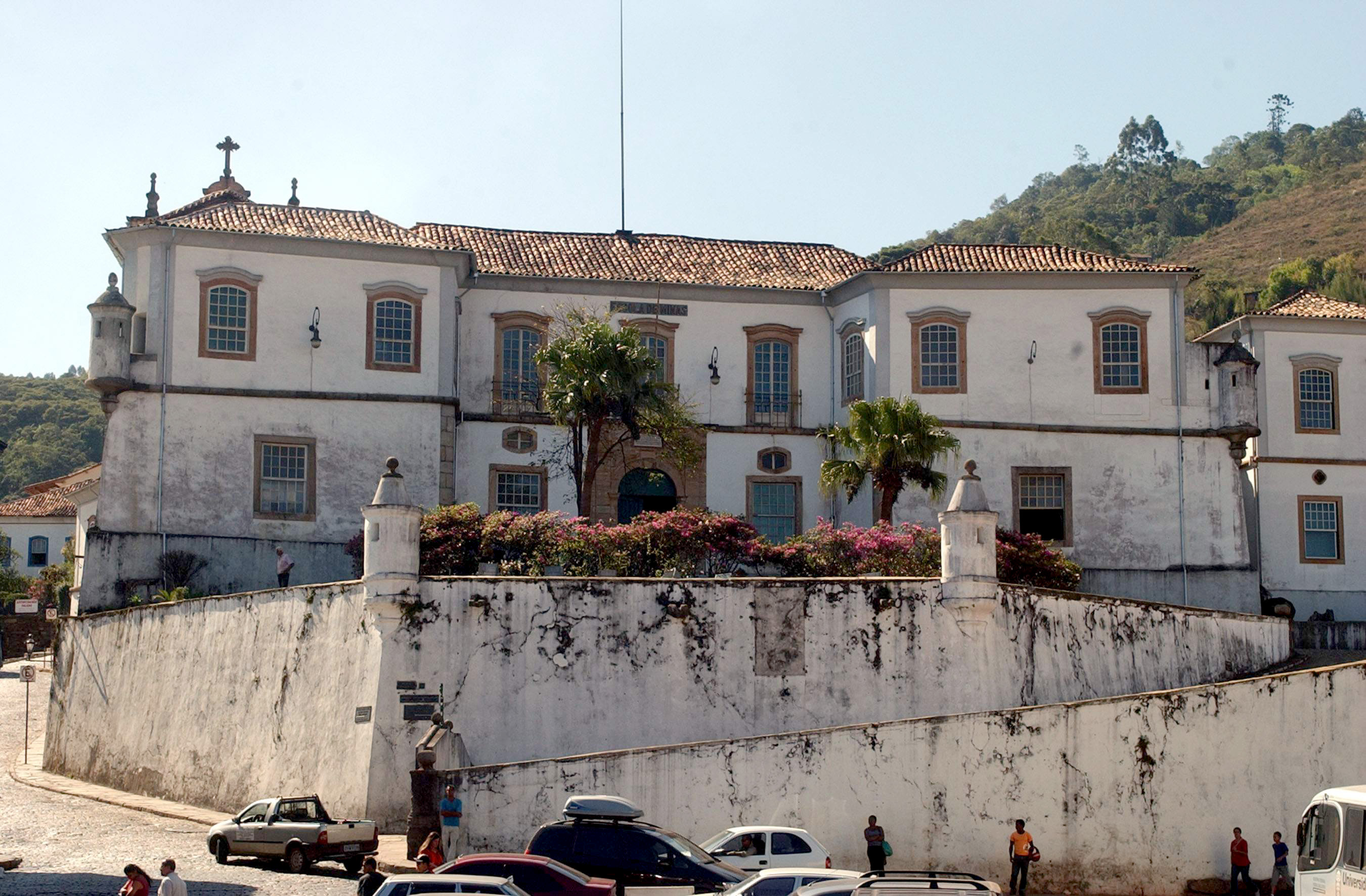
Палац губернаторів, 1714 р., Бразилія
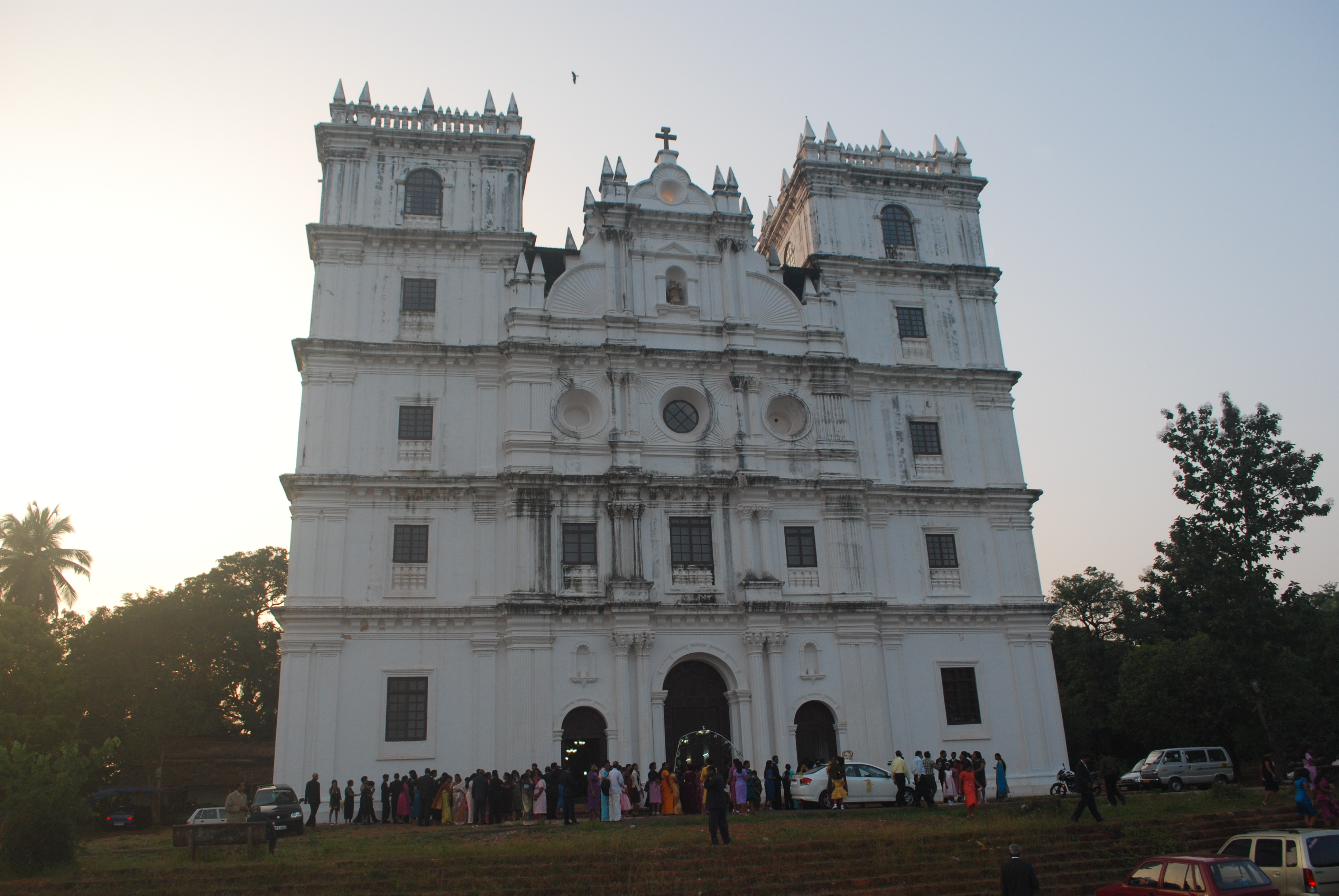
Церква Санта Анна, 1707 р., Індія
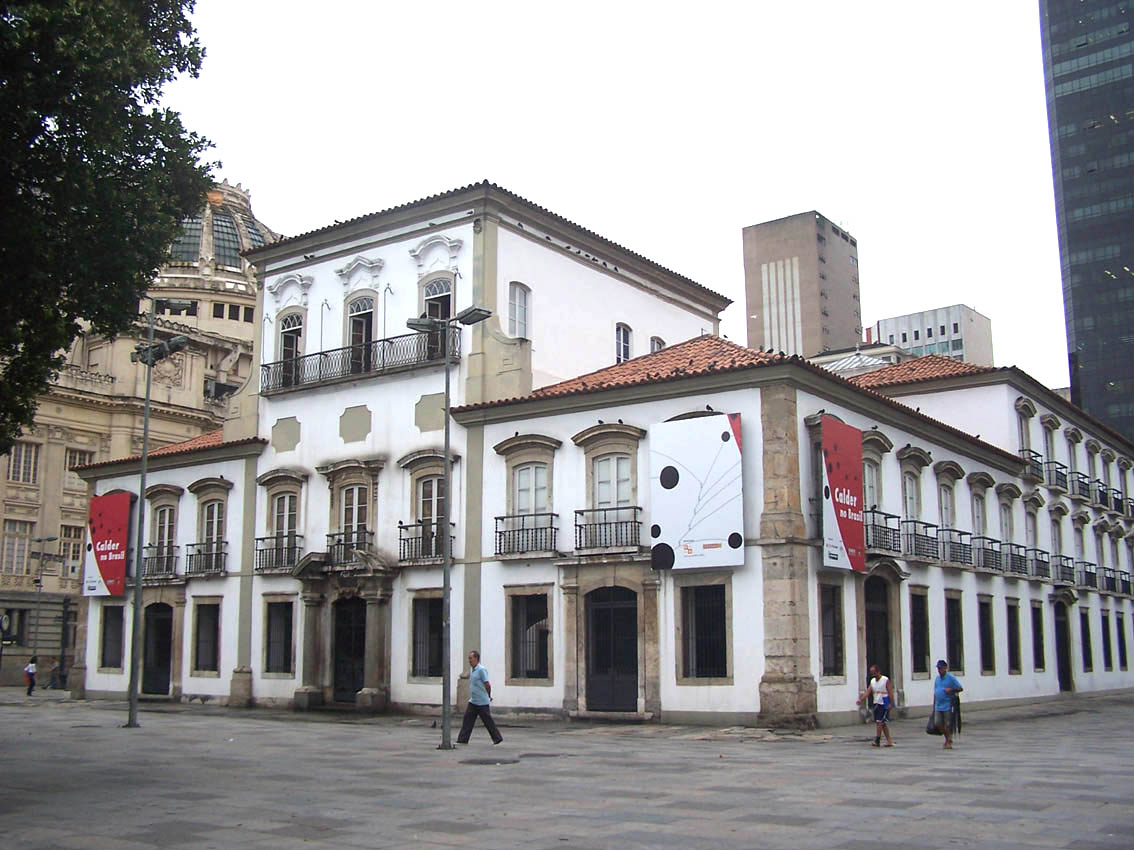
Палац віце-королів, 1743 р., Бразилія

## XIX століття

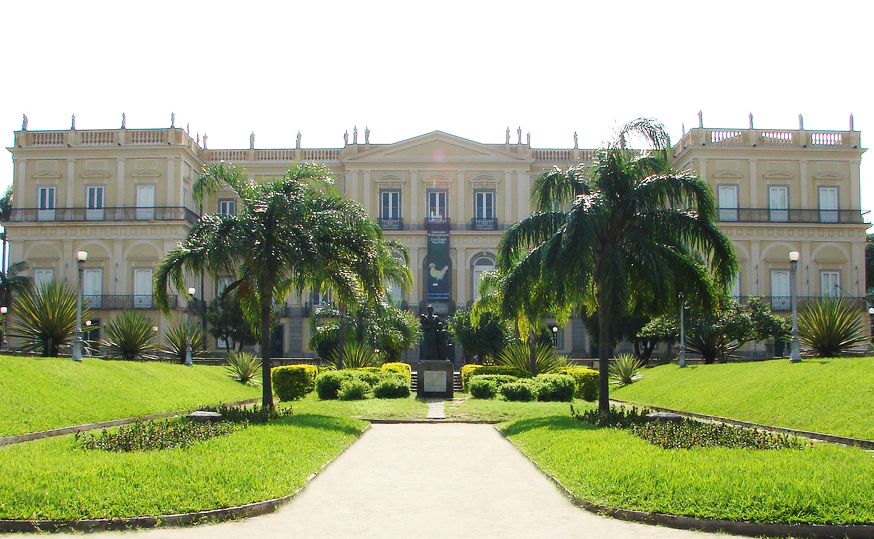
Королівський палац Сау Криістовау, 1816 р., Бразилія
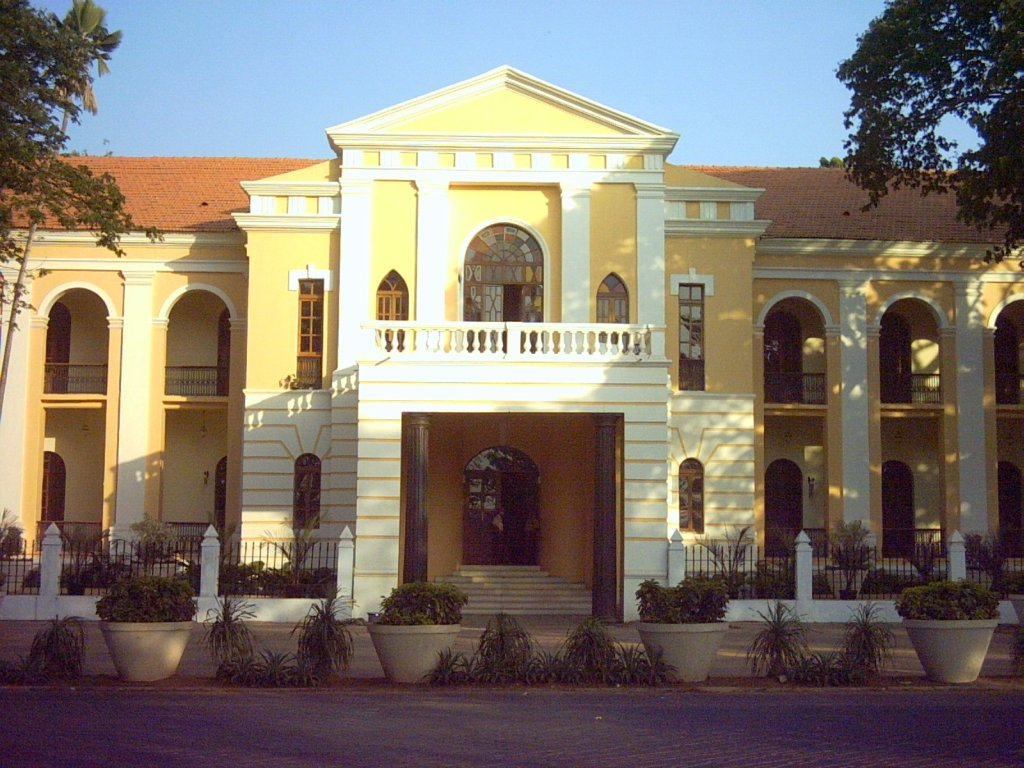
Медичний коледж Гоа, 1842 р., Індія
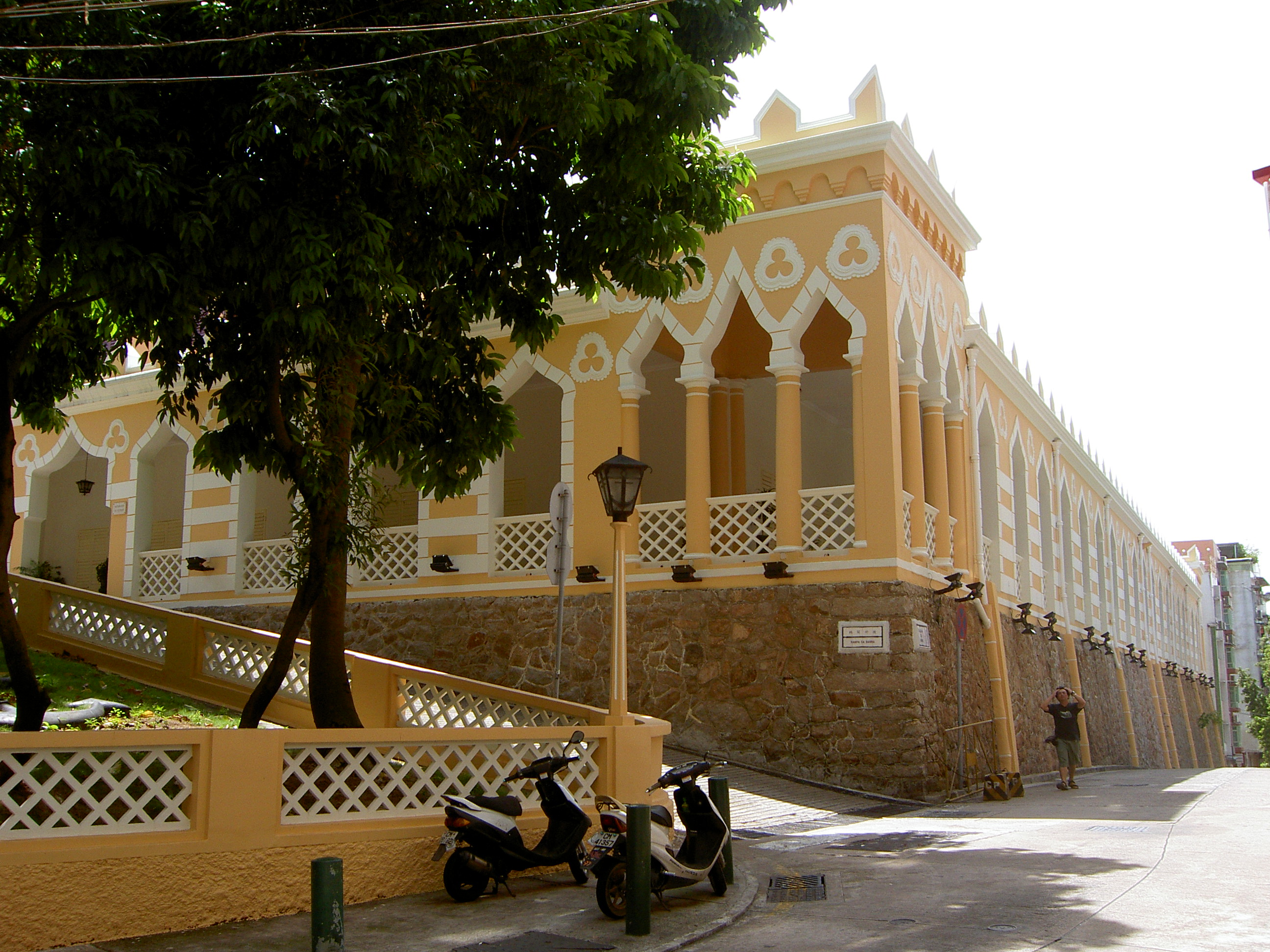
Мавританські казарми, 1874 р., Макао
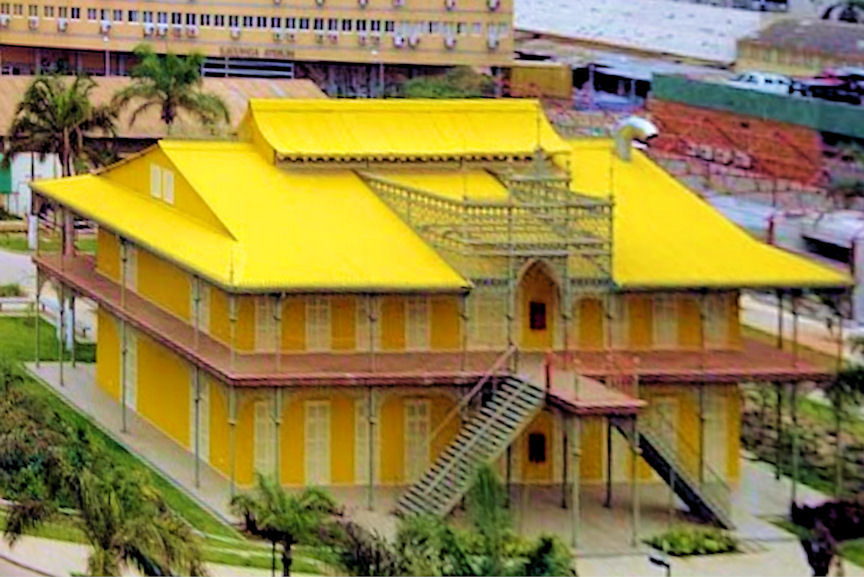
Палац де Ферро, 1885 р., Ангола

## XX століття

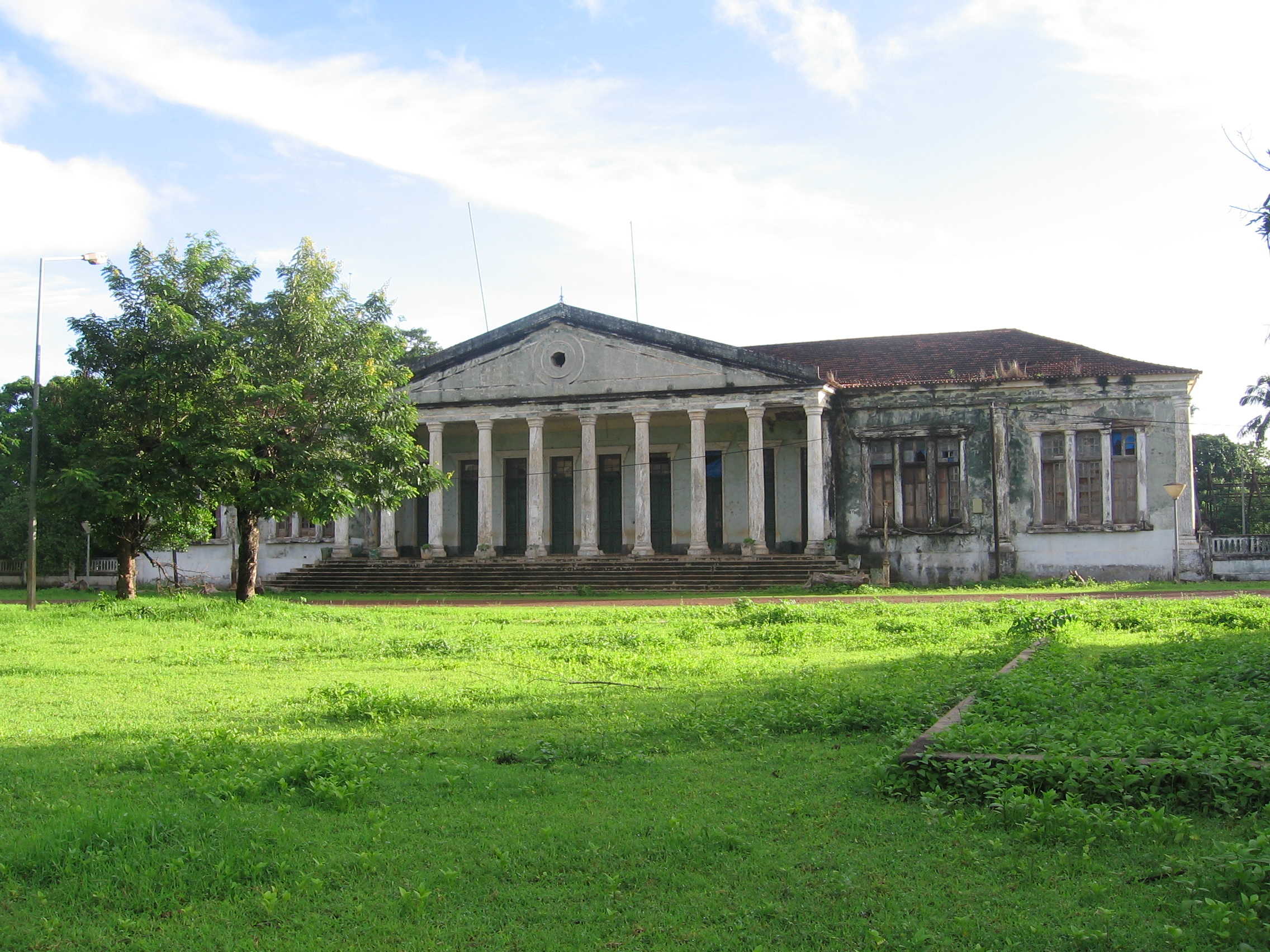
Муніципальна рада Болама;  б. 1919, Гвінея-Бісау
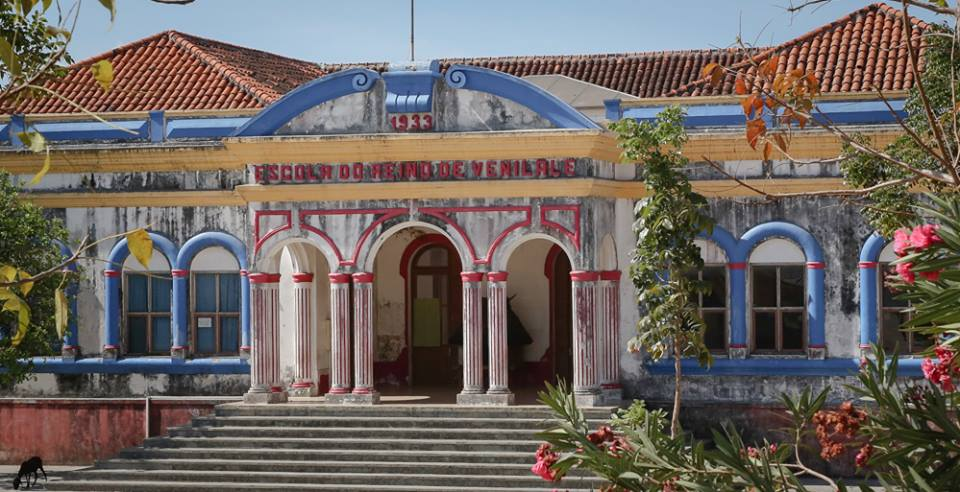
Школа Венілале;  б. 1933 р., Східний Тимор
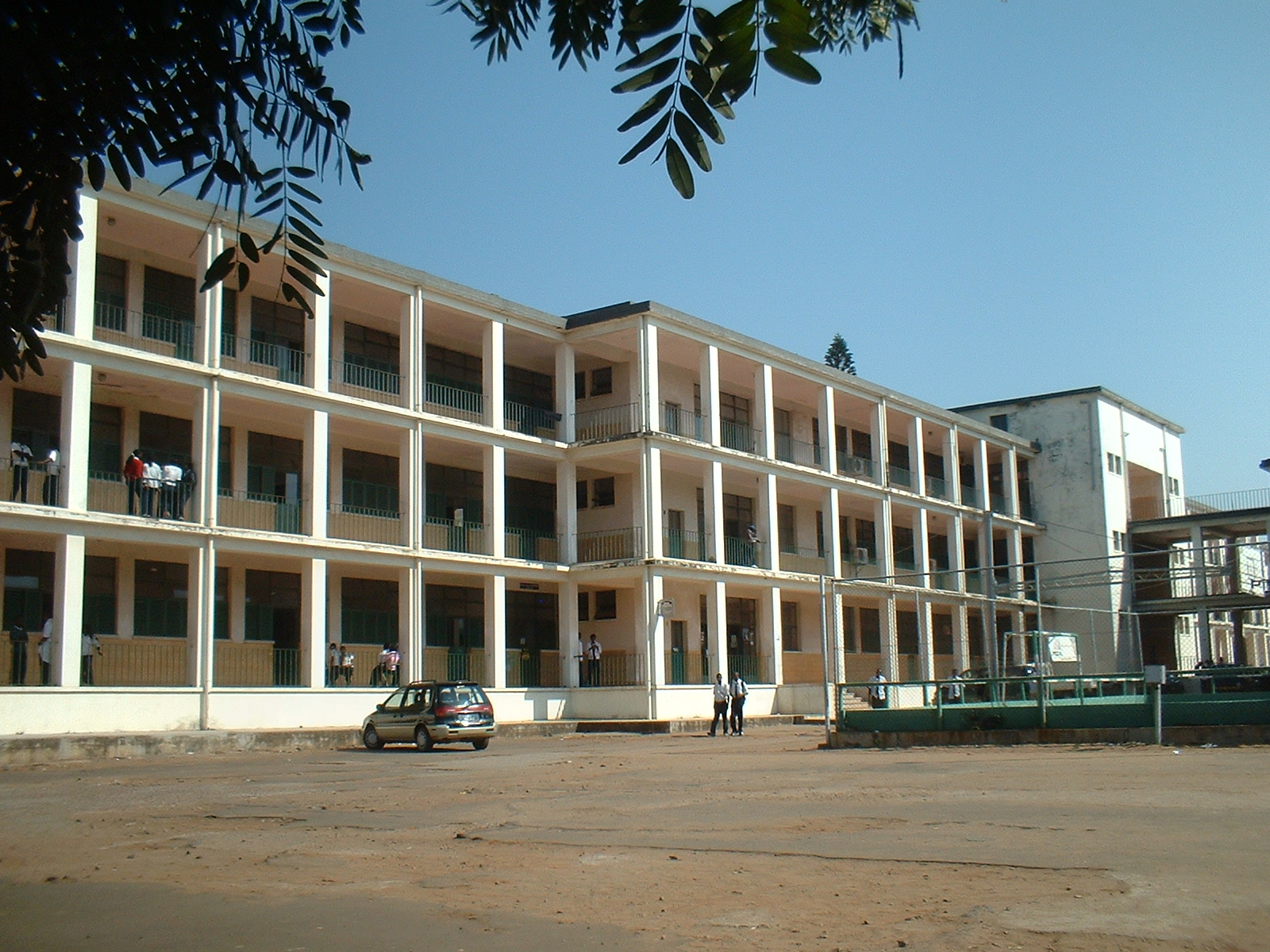
Середня школа в Мапуто;  б. 1952, Мозамбік
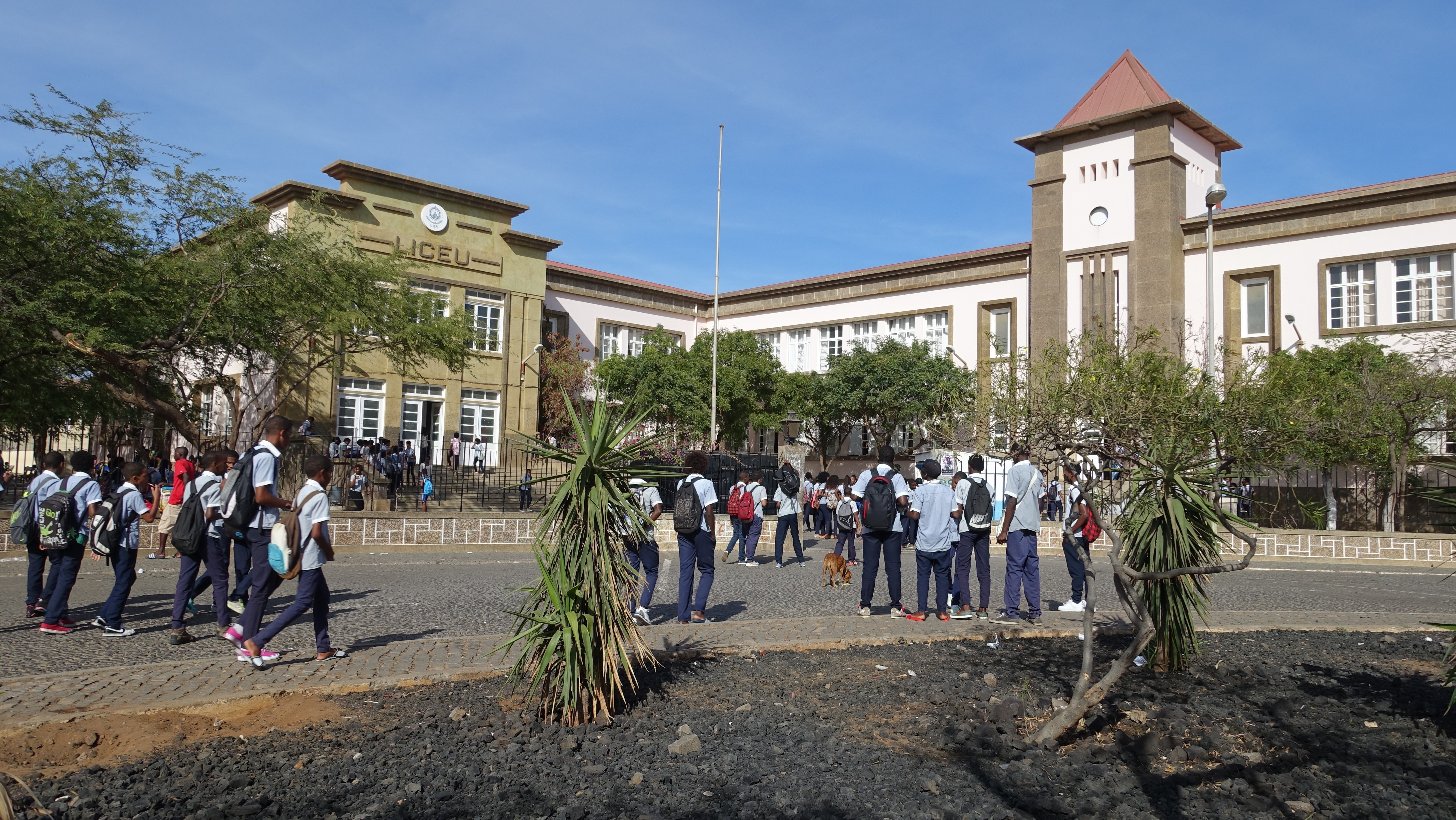
Середня школа Прая;  б. 1960, Кабо-Верде
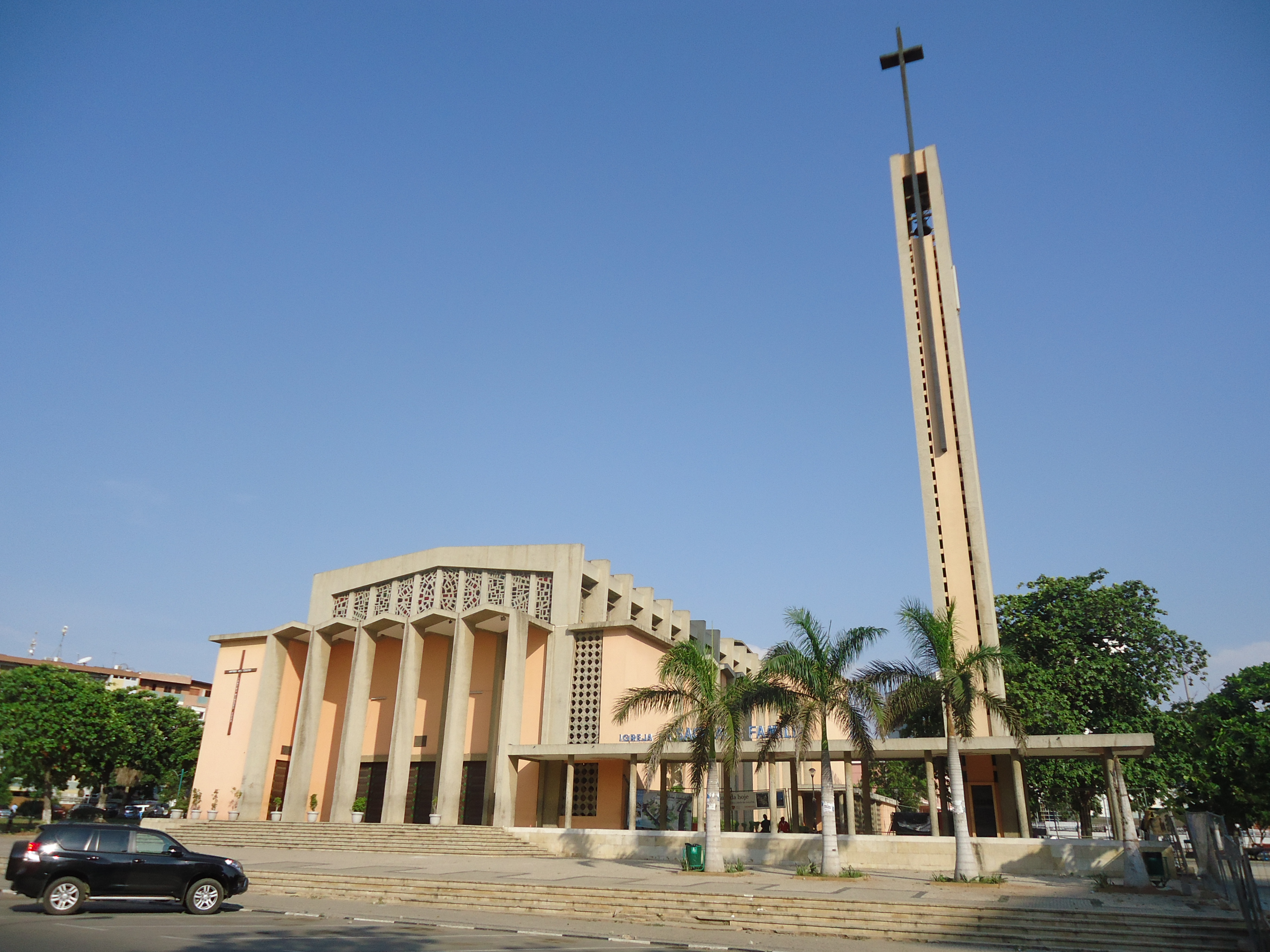
Церква Саграда Фамілія в Луанді;  б. 1964, Ангола
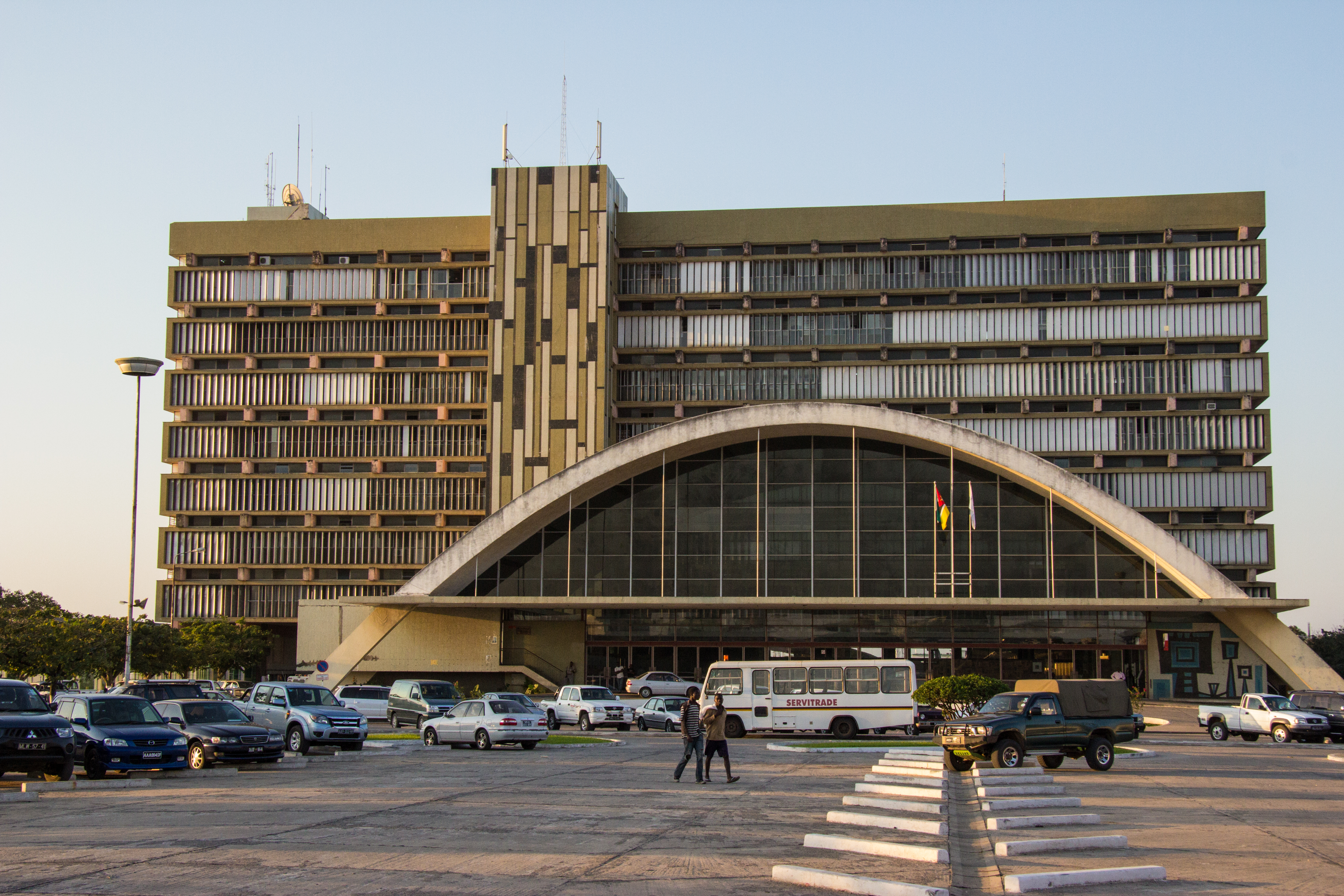
Залізничний вокзал Бейра;  б. 1966, Мозамбік
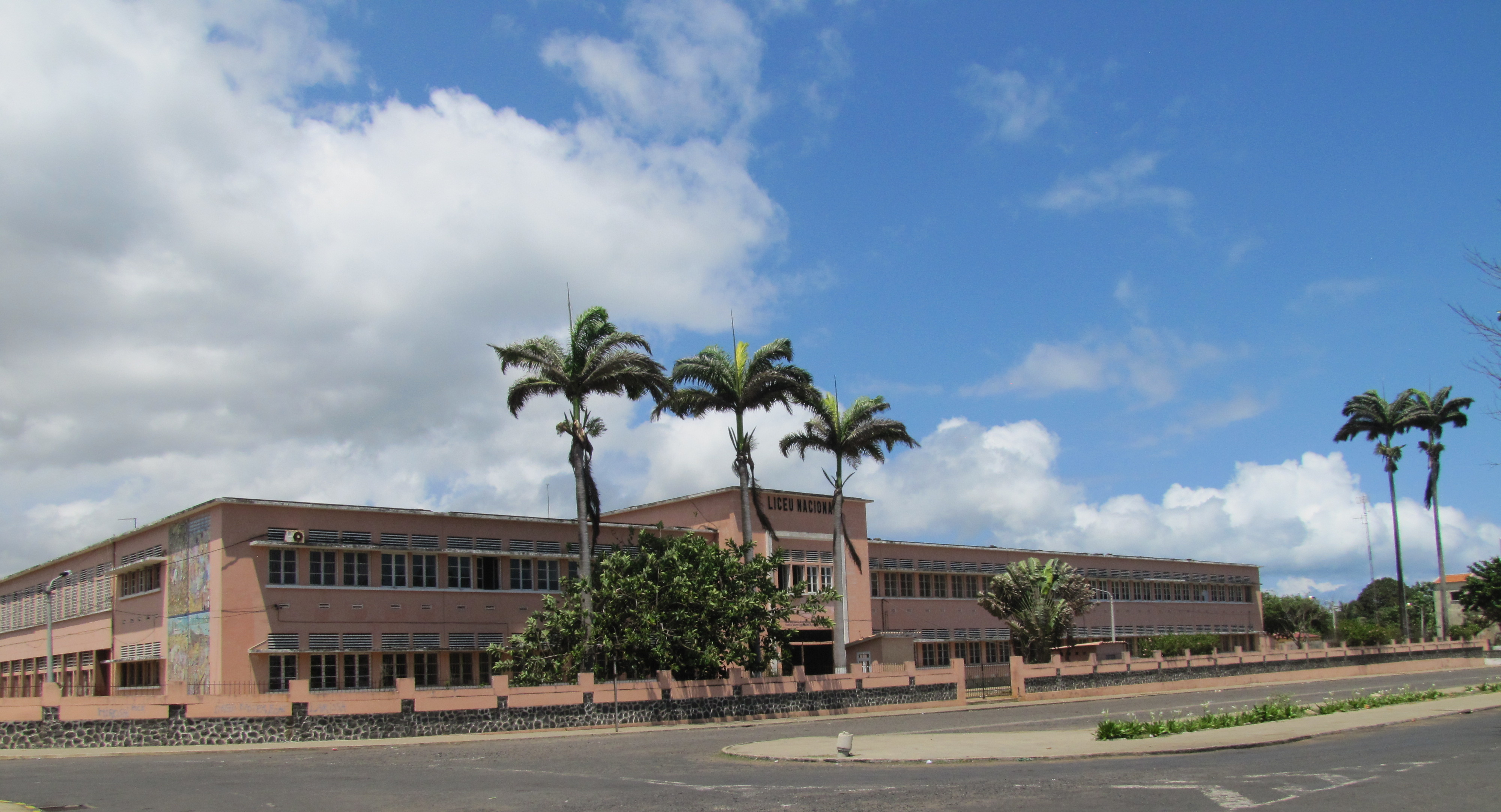
Середня школа Сан-Томе;  б. 1969, Сан-Томе і Принсіпі